# 1920년대
1920년대는 1920년 1월 1일부터 1929년 12월 31일까지를 가리킨다. 주로 제1차 세계 대전 (1914–1918) 종전 이후 서방 세계에서 일어난 경제 호황으로 알려져 있으며, 이 시기는 미국과 서유럽에서 "광란의 20년대" 또는 "재즈 시대"로, 독일에서는 "황금의 20년대"로 자주 불린다. 한편 프랑스어 사용자들은 이 시기를 "Années folles" ('미친 해들')이라 부르며 1920년대의 사회적, 예술적, 문화적 역동성을 강조한다.
1929년 10월의 파괴적인 1929년 월스트리트 대폭락은 일반적으로 북미와 유럽에서 1920년대 번영의 종말을 예고하는 것으로 간주된다. 소련에서는 1921년 볼셰비키에 의해 신경제정책이 수립되었고, 1928년에는 제1차 5개년 계획으로 대체되었다. 1920년대는 급진적인 정치 운동의 부상을 보였으며, 러시아 내전에서 붉은 군대가 러시아 백군에 맞서 승리했고, 유럽에서는 극우 정치 운동이 등장했다. 1922년, 파시스트 지도자 베니토 무솔리니는 이탈리아에서 권력을 장악했다. 다른 독재자로는 폴란드의 유제프 피우수트스키, 유고슬라비아의 페타르 1세와 알렉산다르 카라조르제비치가 등장했다. 제1세대 여성주의는 발전을 이루어, 미국 (1920), 알바니아 (1920), 아일랜드 (1921)에서 여성들이 투표권을 획득했으며, 영국에서는 21세 이상 모든 여성에게 선거권이 확대되었다 (1928).
튀르키예에서는 민족주의 세력이 튀르키예 독립 전쟁에서 그리스, 프랑스, 아르메니아, 영국을 물리쳐 로잔 조약 (1923)을 맺었는데, 이는 이전의 세브르 조약보다 튀르키예에 더 유리한 조약이었다. 이 전쟁은 또한 오스만 칼리파제 폐지로 이어졌다. 민족주의 봉기는 아일랜드 (1919–1921)와 시리아 (1925–1927)에서도 일어났다. 무솔리니 치하에서 이탈리아는 보다 공격적인 국내외 정책을 추구했는데, 이는 각각 시칠리아 마피아의 거의 전멸과 리비아에서의 제2차 이탈리아-세누시 전쟁으로 이어졌다. 1927년, 중화민국의 국민당 주도 국민정부와 중국공산당 세력 간에 내전이 발발했다. 내전은 파라과이 (1922–1923), 아일랜드 (1922–1923), 온두라스 (1924), 니카라과 (1926–1927), 그리고 아프가니스탄 (1928–1929)에서도 일어났다. 사우디군은 하일을 정복하고 이후 헤자즈를 정복했다.
러시아 혁명과 러시아 내전으로 인한 경제적 혼란이 철도 시스템의 비효율적인 식량 분배로 악화되어 러시아에서 심각한 기근이 발생하여 500만 명이 사망했다. 또 다른 심각한 중국 기근은 600만 명의 사망자를 낳았다 (1928–1930). 1910년대에 시작된 스페인 독감 팬데믹 (1918–1920)과 러시아 발진티푸스 전염병 (1918–1922)은 각각 2,500만~5,000만 명과 200만~300만 명의 사망자를 발생시켰다. 1920년대의 주요 자연재해로는 하이위안 지진 (258,707~273,407명 사망), 1922년 산터우 태풍 (50,000–100,000명 사망), 간토 대지진 (105,385–142,800명 사망), 구랑 지진 (40,912명 사망)이 있다.
1920년대에는 무성 영화가 인기를 끌었으며, 1920년대의 최고 흥행 영화는 미국 무성 서사 모험-드라마 영화인 벤허 또는 미국 무성 전쟁 드라마 영화인 빅 퍼레이드였다 (사용된 지표에 따라 다름). 싱클레어 루이스는 1920년대 미국에서 인기 있는 작가였으며, 그의 저서인 메인 스트리트와 엘머 갠트리는 베스트셀러가 되었다. 미국 외 지역에서 베스트셀러가 된 책으로는 체코 책인 훌륭한 병사 슈베이크가 있었는데, 이 책은 2천만 부가 팔렸다. 1920년대의 노래로는 "Mack the Knife"와 "Tiptoe Through the Tulips"가 있다.
1920년대 동안 세계 인구는 18억 7천만 명에서 20억 5천만 명으로 증가했으며, 총 출생아 수는 약 7억 명, 사망자 수는 5억 2천 5백만 명이었다.

## 사회사
광란의 20년대는 여러 가지 새롭고 눈에 띄는 사회적, 문화적 경향을 가져왔다. 지속적인 경제 번영 덕분에 가능해진 이러한 경향은 뉴욕, 시카고, 파리, 베를린, 런던과 같은 주요 도시에서 가장 두드러졌다. 제1차 세계 대전 동안의 지나치게 감정적인 애국심 이후 정치에서는 ""정상으로의 회귀""가 이루어졌고, 재즈가 꽃을 피웠으며, 아르데코가 절정에 달했다. 여성들에게는 무릎 길이의 스커트와 드레스가 사회적으로 용인되었고, 핑거 웨이브 또는 마셀 웨이브를 한 단발 머리도 마찬가지였다. 이러한 경향을 개척한 여성들은 자주 플래퍼라고 불렸다.
이 시대에는 자동차, 전화, 영화, 라디오, 그리고 가정용 전기의 대규모 채택과 전례 없는 산업 성장, 가속화된 소비자 수요와 열망, 그리고 주로 서방 세계의 도시화된 지역에서 생활 방식과 문화의 상당한 변화가 일어났다. 미디어는 유명인사, 특히 스포츠 영웅과 영화배우들에게 초점을 맞추기 시작했다. 대형 야구 경기장과 호화로운 영화관이 미국의 주요 도시에 건설되었다.
많은 독립 국가들이 1918년 이후 여성의 선거권을 통과시켰다. 아서 마윅과 같은 학자들은 이것이 국가들이 가정 전선에서 여성들이 수행한 역할을 보상하고 싶어했기 때문에 일어났다고 주장했다. 그러나 엘런 뒤부아와 같은 일부 학자들은 이러한 관점이 잘못되었다고 주장하며, 이탈리아와 같은 일부 교전국들이 선거권을 부여하지 않았다는 점을 지적했다. 한편, 네덜란드와 같이 전쟁에 참여하지 않은 일부 국가들은 여성에게 선거권을 부여했다.

## 정치 및 전쟁

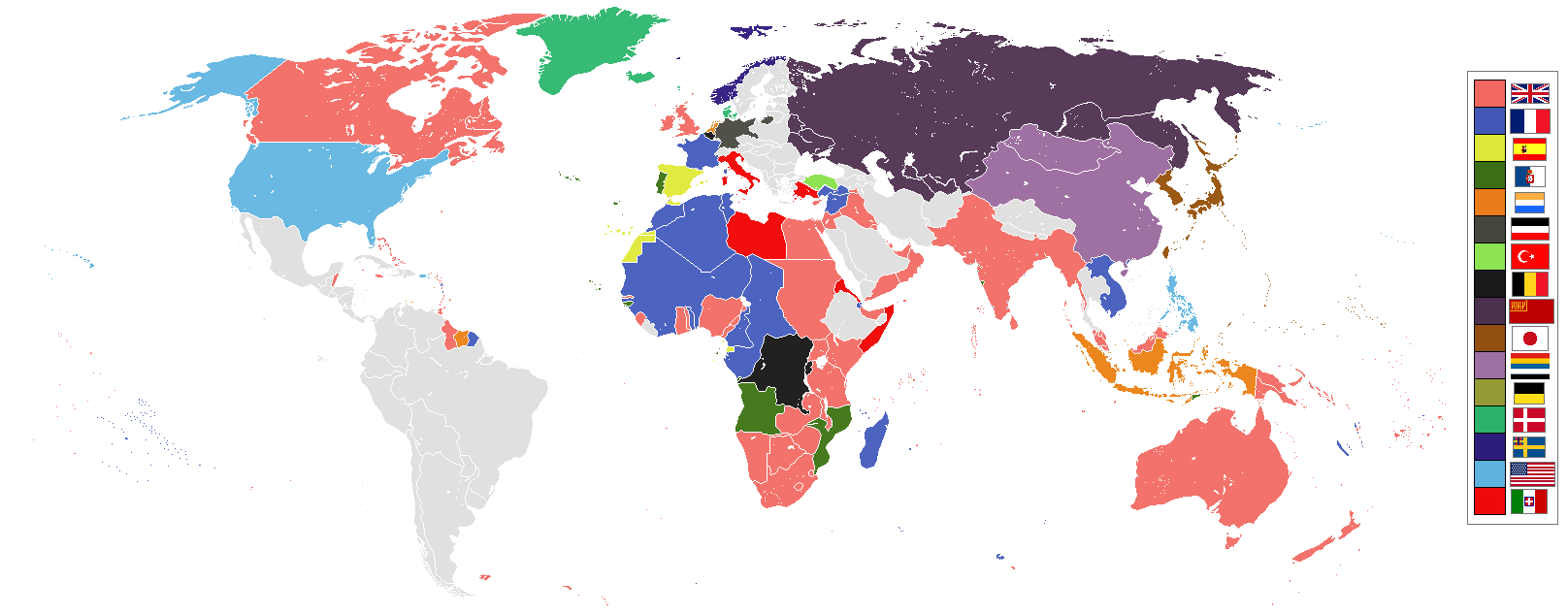
제1차 세계 대전 2년 후인 1920년의 세계 지도

### 전쟁
- 튀르키예 독립 전쟁

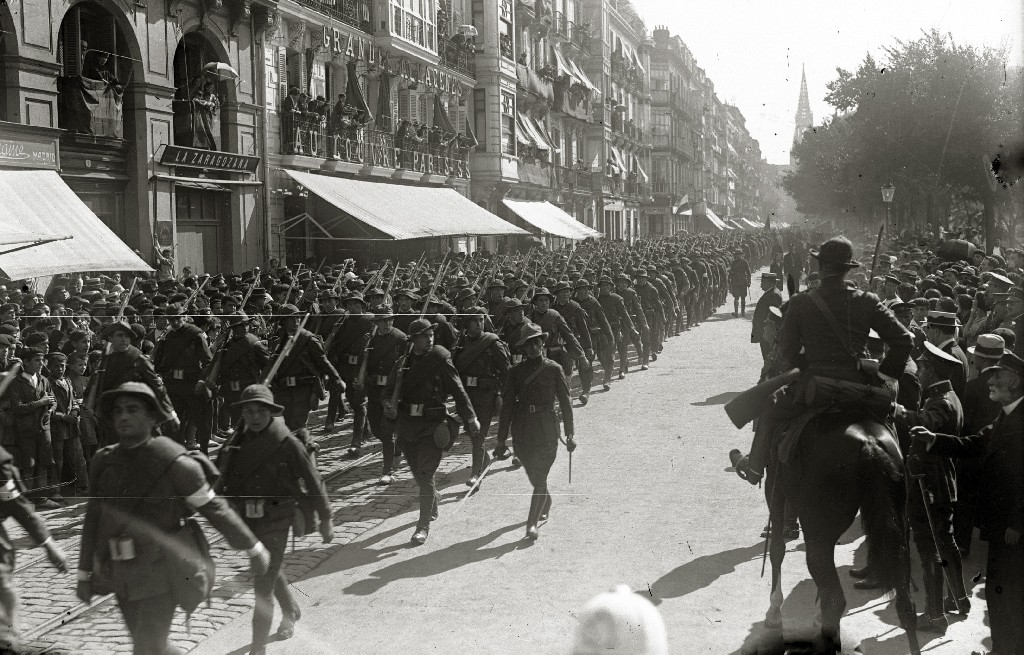
리프 전쟁 파병 전 산세바스티안에 있는 스페인 군대

  - 그리스-튀르키예 전쟁 (1919년~1922년) (1919년 5월 – 1922년 10월)
  - 튀르키예-아르메니아 전쟁 (1920년 9월 – 12월)
  - 프랑코-튀르크 전쟁 (1918년 12월 – 1921년 10월)
  - 왕당파 및 분리주의 반란 (1919–1923)
- 사우디아라비아의 통일
  - 라시디-사우디 전쟁 (1903–1921)
  - 쿠웨이트-사우디 전쟁 (1919–1920)
  - 헤자즈-사우디 전쟁 (1919–1925)
  - 트란스요르단-사우디 전쟁 (1922–1924)
- 소비에트-폴란드 전쟁 (1919년 2월 – 1922년 3월)
- 아일랜드 독립 전쟁 (1919년 1월 – 1921년 7월)
- 제3차 영국-아프가니스탄 전쟁 (1919년 5월 – 8월)
- 이라크 반란 (1920)1920년의 대영 제국과 프랑스 식민제국
- 리프 전쟁 (1920–1927)
- 블로러 전쟁 (1920)

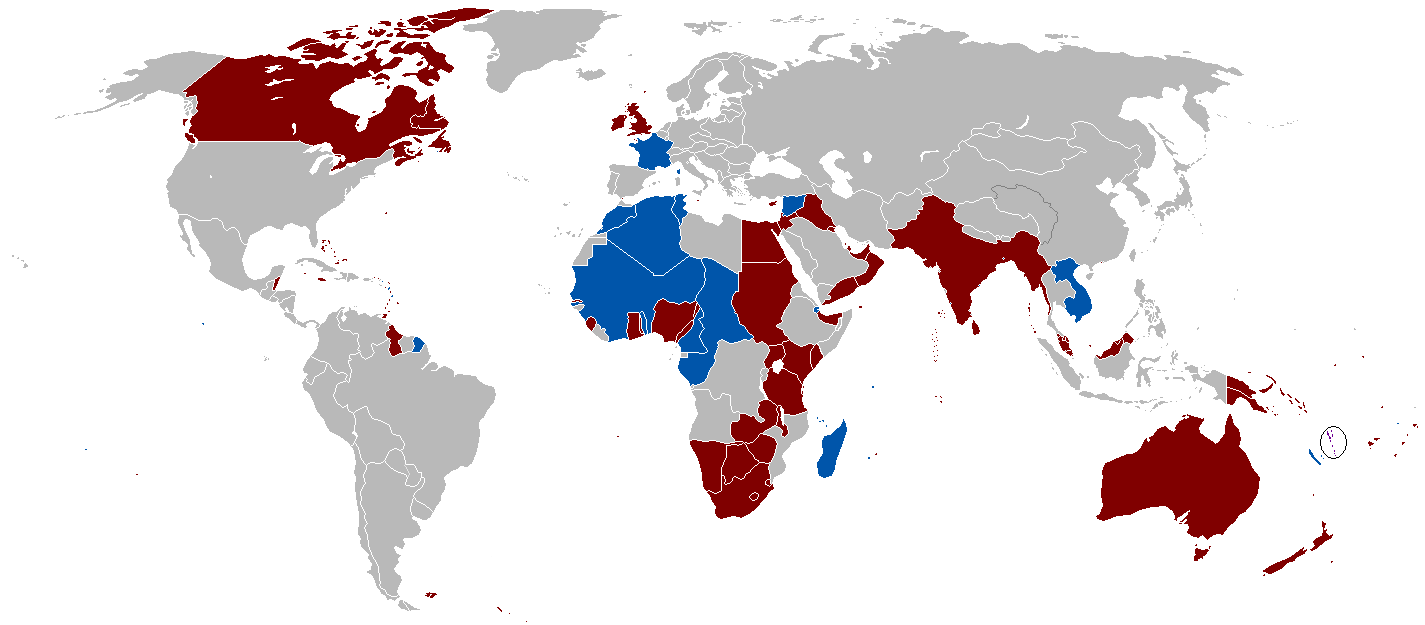
1920년의 대영 제국과 프랑스 식민제국

- 제2차 이탈리아-세누시 전쟁 (1923–1932)
- 대시리아 반란 (1925–1927)
- 미국의 니카라과 점령 (1912–1933)
- 미국의 아이티 점령 (1915–1934)
- 미국의 도미니카 공화국 점령 (1916–1924)

### 내부 갈등
- 러시아 내전 (1917년 11월 – 1922년 10월)
  - 탐보프 반란 (1920년 8월 – 1921년 6월)
  - 연합군의 러시아 내전 개입 (1918–1925)
- 파타고니아 반란 (1920–1922)
- 마흐무드 바르잔지 반란 (1920–1922)
- 아일랜드 내전 (1922년 6월 28일 – 1923년 5월 24일)
- 멕시코의 크리스테로 전쟁 (1926–1929)
- 국공 내전 (1차 단계 1927–1936)
- 아라라트 반란 (1927–1930)
- 콩고-와라 반란 (1928–1931)
- 아프가니스탄 내전 (1928년 11월 14일 – 1929년 10월 13일)

### 주요 정치 변화

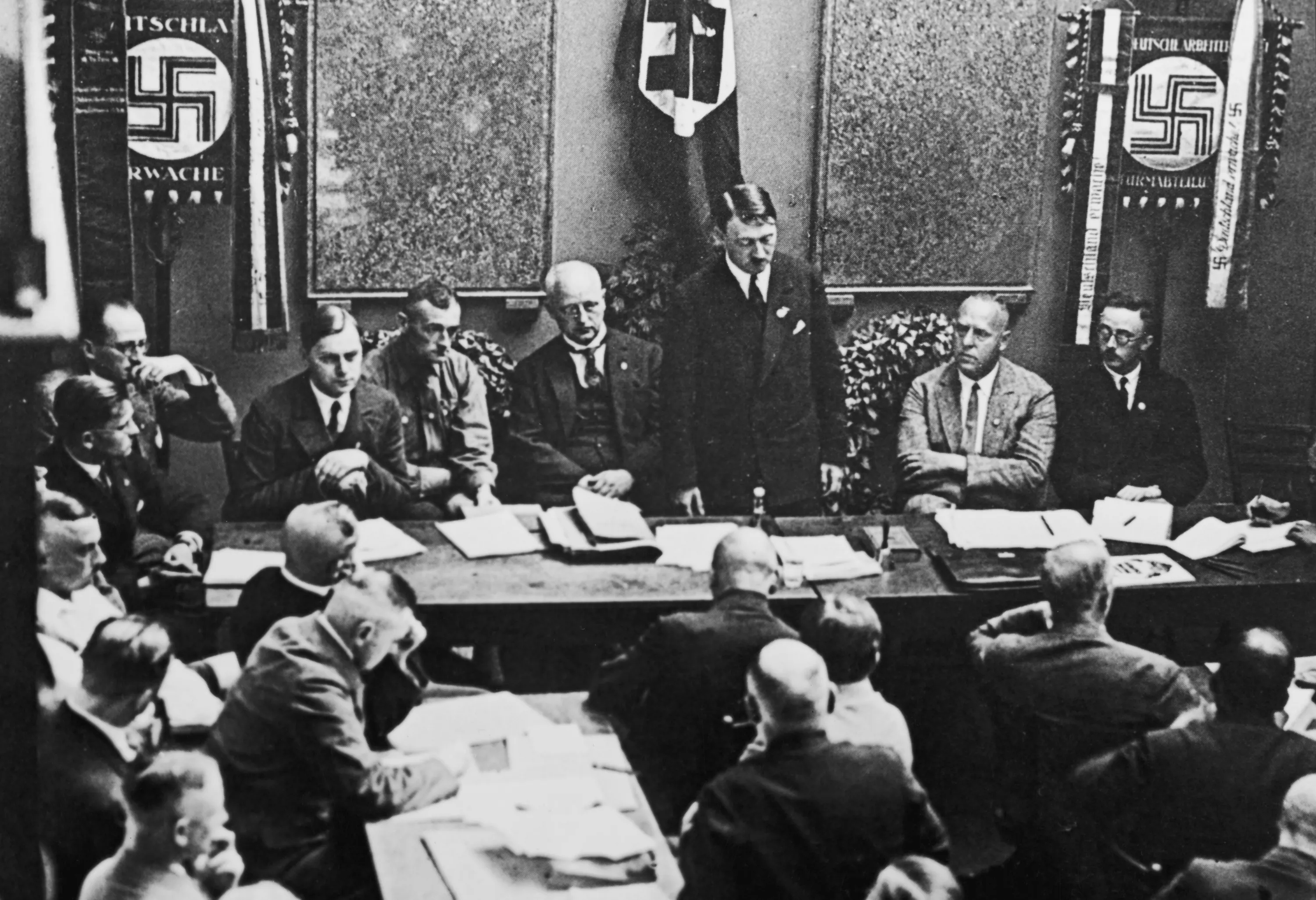
아돌프 히틀러 (서 있는)가 1925년 2월에 연설하고 있다.

- 소련 주도의 공산주의와 이탈리아 주도의 파시즘과 같은 급진 정치 운동의 부상.
- 국제 협력 및 전쟁 방지 실험으로서 국제연맹 및 관련 기관

### 탈식민지화 및 독립
- 아일랜드 자유국은 1922년 영국으로부터 독립을 획득한다.
- 이집트는 1922년 선언을 통해 공식적으로 독립국이 되지만, 여전히 대영 제국의 군사적, 정치적 영향 아래에 남아 있다.

### 주요 정치 사건

#### 평화와 군비 축소
- 1922년 워싱턴 회담
  - 해군 군축에 관한 후속 조약
- 1925년 제네바 의정서, 독가스 사용 금지
- 1927년 제네바 해군 군축 회담
- 켈로그-브리앙 조약 (1928) 대부분의 국가가 전쟁을 선언하지 않기로 약속하며 서명.
- 1930년 런던 해군 군축 조약
- 1932–1934년 군비 축소 및 제한 회의

#### 여성의 선거권
- 여성의 선거권 운동은 1918년 (30세 이상 여성)과 1928년 (완전한 선거권 부여) 영국, 1920년 미국에서 여성들이 완전한 투표권을 얻으면서 계속해서 진전을 이룬다. 또한 1917년 우루과이; 1917–1925년 캐나다 (퀘벡 제외, 1940); 1920년 체코슬로바키아; 1922년 아일랜드 자유국; 1922년 버마; 1925년 이탈리아 (부분적); 1929년 에콰도르에서 완전 또는 부분적 선거권 획득.[4]

#### 미국

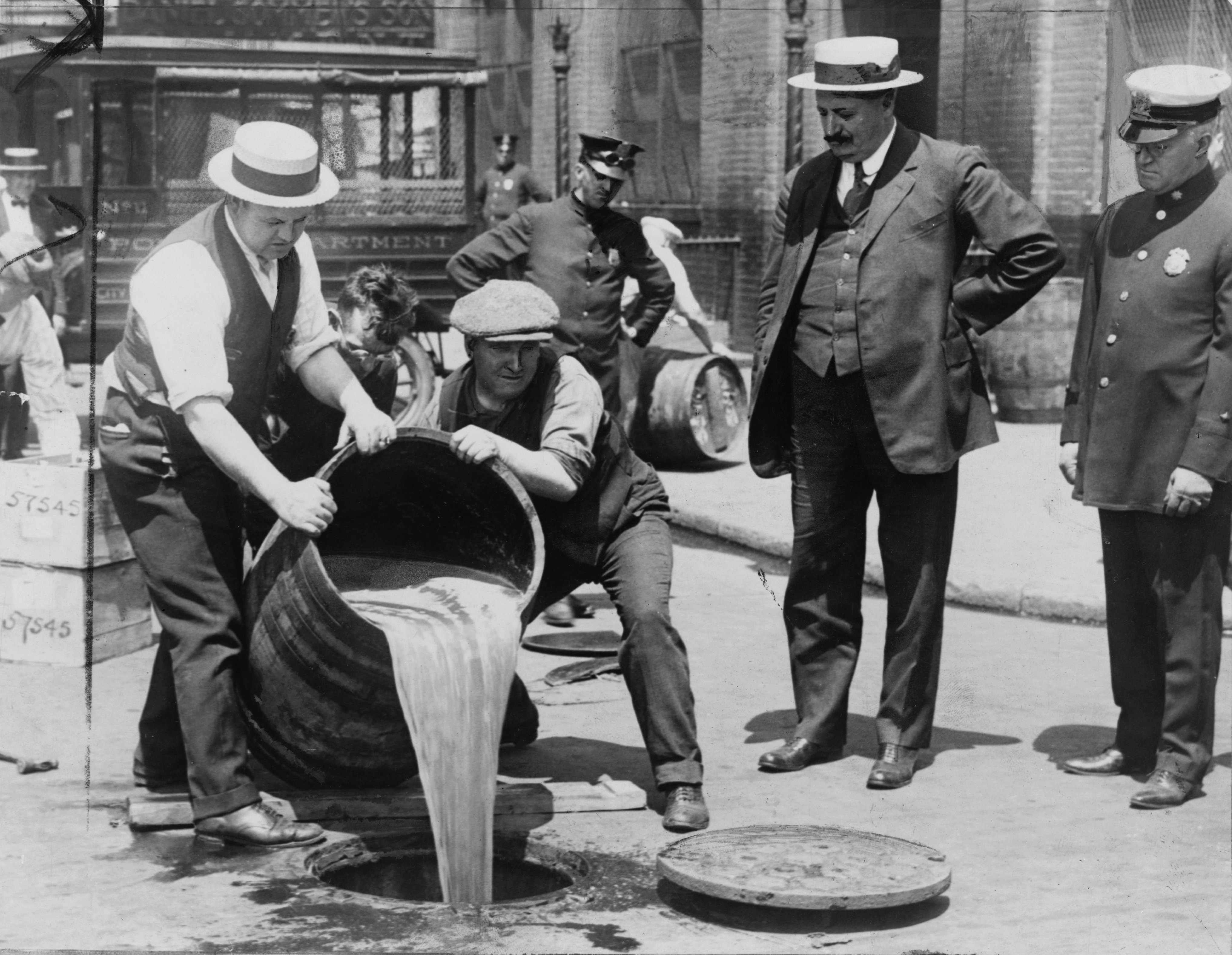
금주법 단속 요원이 술통을 비우고 있다

- 1920년대 오세이지 인디언 살인 사건으로 인해 최근 조직된 수사국(Bureau of Investigation, 이후 FBI가 됨)이 최초의 대규모 조사를 시작한다.[5]
- 미국에서 금주법이 시행된다. 미국 금주법은 미국 헌법 제18조가 비준된 1919년 1월 16일에 시작되어 1920년 1월 17일부터 발효되었으며, 1920년대 내내 지속되었다. 금주법은 마침내 1933년에 폐지되었다. 조직범죄는 시카고 아웃핏의 보스인 알 카포네와 같은 인물들이 주도하여 주류 밀수와 밀주로 전환한다.
- 1924년 이민법은 이민에 대한 제한을 가한다. 국가별 쿼터는 대부분의 동유럽 및 남유럽 국적을 제한하고, 동아시아, 남아시아, 동남아시아 출신 이민을 더욱 강하게 금지했으며, 서반구 (라틴 아메리카) 국적에 대해서는 완화된 규제를 두었다.
- 주요 스포츠는 야구였고 가장 유명한 선수는 베이브 루스였다.
- 잃어버린 세대 (환멸을 특징으로 함)는 거트루드 스타인이 1920년대 유럽에 거주하던 미국 작가, 시인, 예술가들에게 붙여준 이름이다. 잃어버린 세대의 유명한 구성원으로는 콜 포터, 제럴드 머피, 패트릭 헨리 브루스, 왈도 피어스, 어니스트 헤밍웨이, F. 스콧 피츠제럴드, 젤다 피츠제럴드, 에즈라 파운드, 존 더스 패서스, 셔우드 앤더슨이 있다.
- 1915년 재등장한 쿠 클럭스 클랜의 회원 수가 1920년대 초 4백만에서 5백만 명으로 정점을 찍은 후, 1930년에는 약 3만 명으로 급격히 감소했다.[6]
- 스콥스 재판 (1925), 존 스콥스가 학교에서 진화를 가르침으로써 법을 위반했다고 선언하며 창조론과 진화라는 상충되는 견해 사이에 긴장을 조성했다.

#### 유럽

소비에트 사회주의 공화국 연방 (소련)은 1922년에 창설되었다.

1922년 로마 진군 중 베니토 무솔리니와 파시스트 국가안보의용민병대

- 소비에트-폴란드 전쟁 (1920–1921); 폴란드가 소련의 진격을 물리치고; 우크라이나와 벨라루스가 분할되었다.
- 아일랜드 독립 전쟁 (1919–1921)을 포함한 아일랜드의 주요 무력 분쟁으로 인해 아일랜드의 일부가 1922년 독립국이 되었고 이어서 아일랜드 내전 (1922–1923)이 발생했다.
- 1921년-1922년 러시아 기근으로 최대 5백만 명의 희생자가 발생했다.[7]
- 소비에트 사회주의 공화국 연방 (소련)은 1922년에 창설되었다.
- 국가 파시스트당의 지도자 베니토 무솔리니는 이탈리아의 총리가 되었고, 곧이어 세계 최초의 파시스트 정부를 수립했다. 파시스트 정권은 무솔리니가 독재자로 이끄는 전체주의 국가를 수립한다. 파시스트 정권은 라테라노 조약을 통해 로마 가톨릭교회와 이탈리아 간의 좋은 관계를 회복하고, 이를 통해 바티칸 시국을 창설한다. 파시스트 정권은 1923년 그리스 섬 코르푸를 습격하고, 1920년대 중반 알바니아에 데 팍토 이탈리아 보호령이 되도록 압력을 가하며, 유고슬라비아의 달마티아 지역에 대한 영토 야욕을 드러내는 등 유럽에서 공격적인 팽창주의 정책을 추구한다.
- 독일에서 바이마르 공화국은 1920년대 초 경제 위기와 1923년 통화 초인플레이션으로 고통받는다. 1923년부터 1925년까지 루르 점령이 일어난다. 루르는 빌헬름 쿠노 총리 휘하의 바이마르 공화국이 전쟁 배상금 지불을 계속하지 못하자 프랑스 제3공화국과 벨기에의 군대에 의해 점령된 독일의 산업 지역이었다. 아돌프 히틀러가 이끄는 최근 결성된 나치당은 1923년 뮌헨 폭동에서 바이에른 및 독일 정부에 대한 쿠데타를 시도했지만 실패하여 히틀러는 1년 동안 투옥되었고, 그곳에서 나의 투쟁을 저술한다.
- 튀르키예 독립 전쟁 (1919–1923).
- 1926년 영국 총파업 (1926).

#### 아시아
- 아마눌라 칸의 개혁이 보수 세력과의 갈등을 야기하여 아프가니스탄 내전을 초래한다.
- 북벌 (국민당) (1926–1928)
- 국공 내전이 시작된다 (1927–1937).
- 아프가니스탄 왕국에서 아마눌라 칸의 개혁은 보수 세력과의 갈등을 야기하여 아프가니스탄 내전을 초래한다.

#### 아프리카
- 마커스 가비의 Universal Negro Improvement Association and African Communities League (UNIA-ACL)의 범아프리카주의 지지자들은 아프리카의 식민 세력에 의해 억압된다. 가비의 UNIA-ACL은 아프리카계 미국인을 포함한 아프리카 내 흑인 주도 국가 건설을 지지했다.[8]

#### 라틴 아메리카
- 아르헨티나 산타크루스 주에서 아르헨티나군에 의해 농업 노동자 파업이 진압되었다. 이폴리토 이리고옌 대통령의 명령으로 약 300~1,500명의 노동자들이 총에 맞아 사망했다. 이 봉기는 파타고니아 반란으로 기억된다.
- 아르헨티나는 세계에서 두 번째로 (소련 다음으로) 국유 석유 및 가스 탐사 및 생산 회사인 YPF를 설립한다.

## 경제

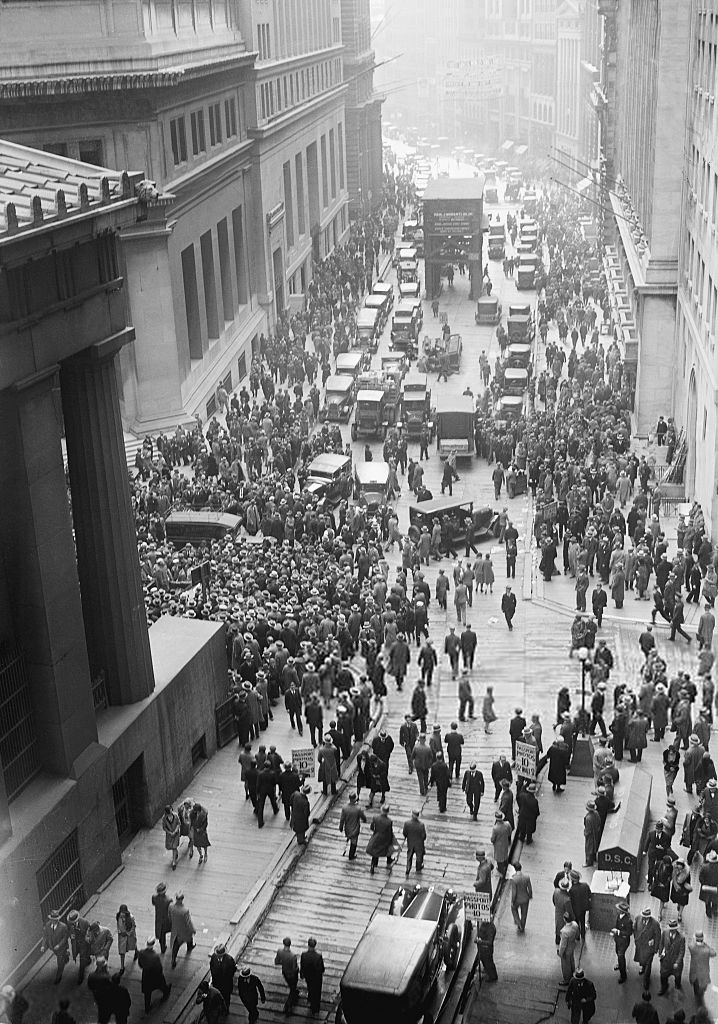
1929년 월스트리트 대폭락 후 모인 군중

- 경제 호황은 "블랙 튜즈데이" (1929년 10월 29일)로 끝난다; 주가 대폭락이 일어나 대공황으로 이어진다. 시장은 실제로 1929년 10월 24일 목요일부터 하락하기 시작했으며, 1929년 10월 29일 화요일의 대폭락까지 하락세가 이어졌다.
- 신경제정책은 러시아 소비에트 연방 사회주의 공화국의 볼셰비키에 의해 수립되었으며, 1928년에는 제1차 5개년 계획으로 대체되었다.
- 미국이 독일의 경제를 안정시키고 전쟁 배상금을 지불할 수 있도록 상당한 대출을 제공한 도스 플랜은 1924년에 제정되었다.
- 10년간의 평균 연간 인플레이션은 사실상 0이었지만, 개별 연도는 1925년 최고 3.47%에서 1921년에는 마이너스 11%의 디플레이션에 이르기까지 다양했다.[9]

다우 존스 산업평균지수, 1928–1930

## 자연재해
- 간토 대지진은 1923년 9월 1일 일본 본섬 혼슈를 강타했다. 이 지진은 모멘트 규모 7.9의 규모였다.
- 하이위안 지진은 9월 16일 중국 중부를 강타했으며, 모멘트 규모 8.2로 273,407명이 사망했다.
- 1922년 산터우 태풍으로 중국 남부에서 10만 명 이상이 사망했다.
- 1928년 오키초비 허리케인은 카리브해와 미국에서 4,112명의 사망자를 냈으며, 오키초비호 주변에 큰 홍수를 일으켰다.
- 구랑 지진은 티베트와 중국을 강타했으며, 모멘트 규모 7.6으로 40,900명이 사망했다.
- 삼주 토네이도 발생은 1925년 3월 18일 미국을 강타했다. 이 발생의 이름을 따온 1925년 삼주 토네이도는 695명의 사망자를 내며 미국 역사상 가장 치명적인 토네이도가 되었는데, 이 중 613명은 일리노이주, 71명은 인디애나주, 12명 (그 이상일 수도 있음)은 미주리주에서 발생했다. 전체적으로 이 발생으로 인해 751명이 사망했다.
  - 이 토네이도는 1989년 방글라데시를 강타하여 1300명이 사망한 F3 토네이도가 발생하기 전까지 역사상 가장 치명적인 토네이도였다. 그러나 삼주 토네이도는 여전히 역사상 두 번째로 치명적인 토네이도이며, 미국에서는 가장 치명적인 토네이도이다.

## 암살 및 시도
주요 암살, 표적 살해 및 암살 시도는 다음과 같다:

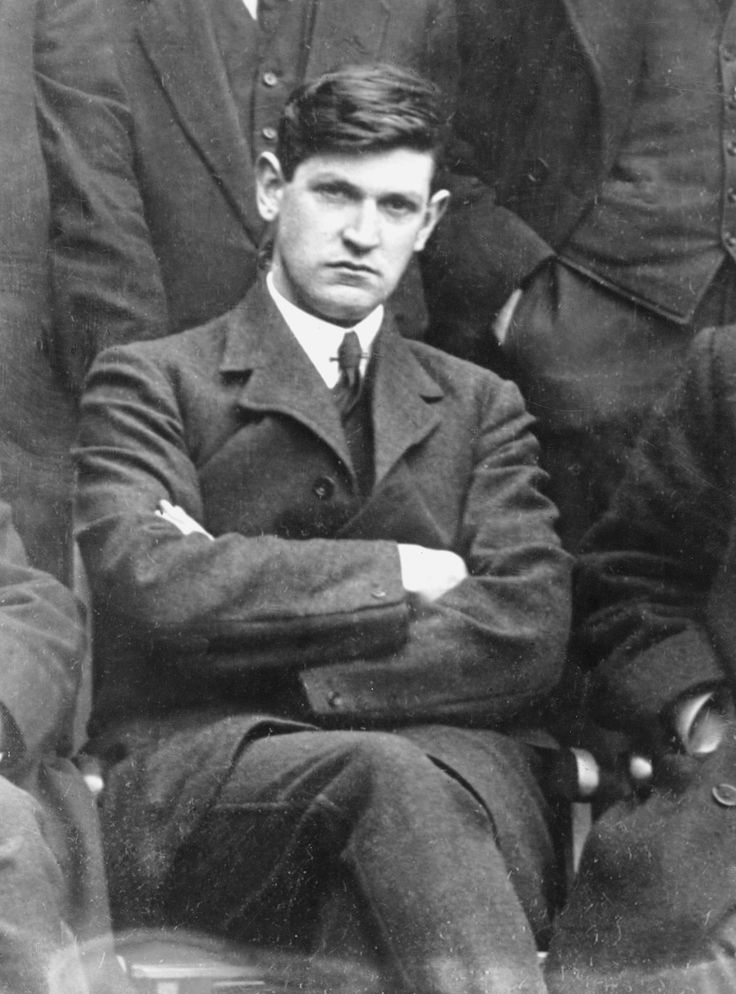
마이클 콜린스 (정치인)

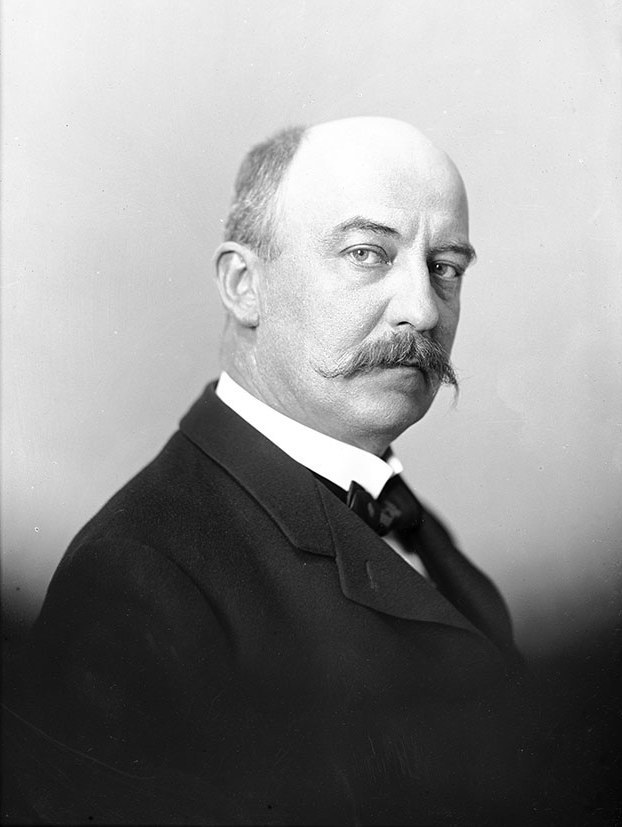
가브리엘 나루토비치

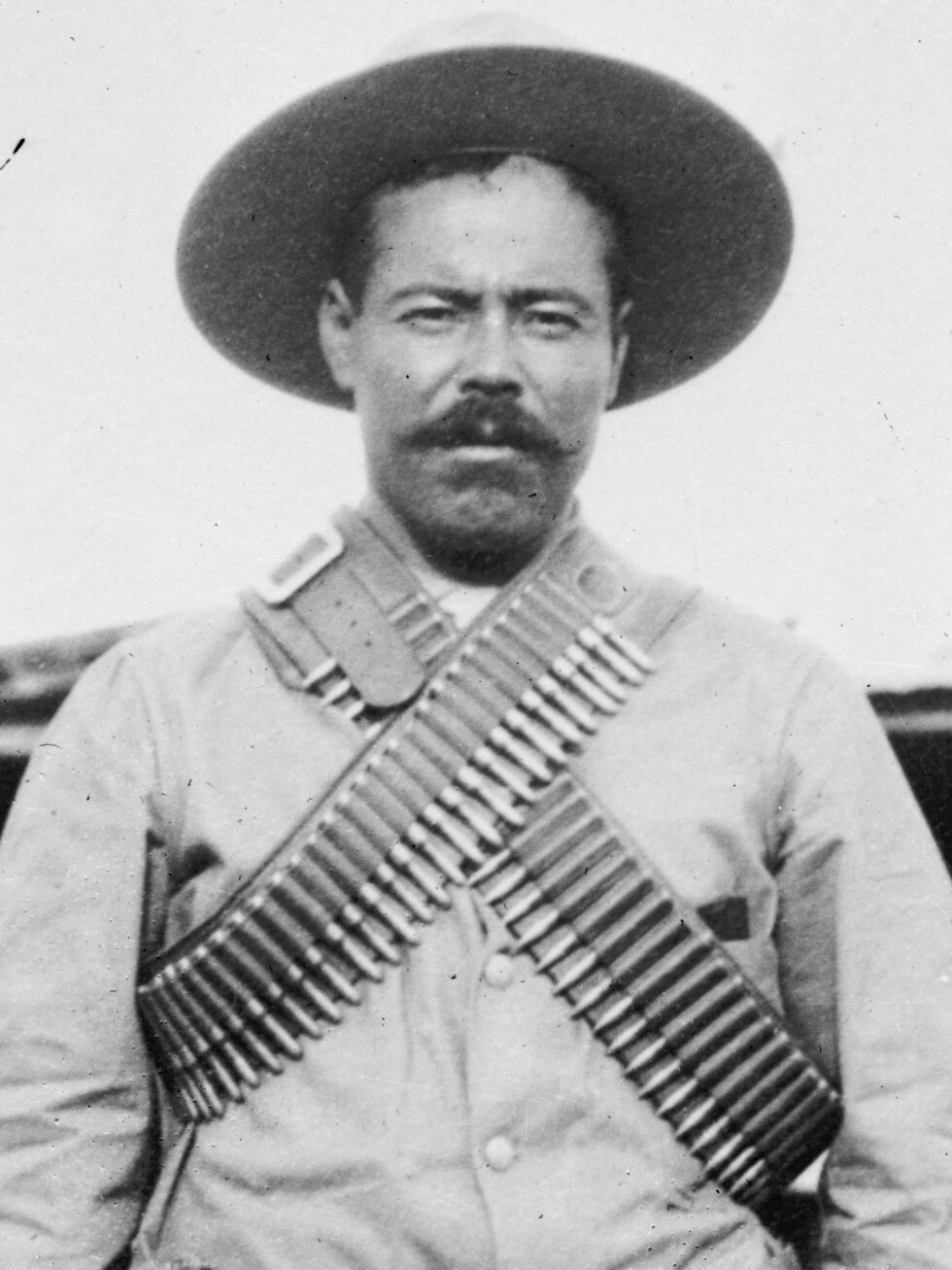
판초 비야

- 베누스티아노 카란사, 멕시코 제44대 대통령, 1920년 5월 21일 푸에블라 산맥의 틀락스칼란통고에서 도피 중 잠자다 암살당한다. 그의 군대는 그곳에서 지방 추장이자 카란사의 옛 동맹 세력을 지지하던 로돌포 헤레로 장군의 공격을 받고 있었다.
- 하라 다카시, 일본 총리, 1921년 11월 4일 Nakaoka Kon'ichi(일본어판)에 의해 암살당한다.
- 발터 라테나우, 독일 외무장관, 1922년 6월 24일 콘술 조직의 일원인 에른스트 베르너 테초, 에르빈 케른, 헤르만 빌리발트 피셔에 의해 암살당한다.
- 마이클 콜린스 (정치인), 아일랜드 혁명가, 군인이자 정치인으로 20세기 초 아일랜드 혁명 투쟁의 주요 인물이었다. 1922년 8월 22일 반조약군의 매복 공격으로 총에 맞아 사망했다.[10]
- 가브리엘 나루토비치, 초대 폴란드 대통령, 1922년 12월 16일 엘리우시 니비아돔스키에 의해 암살당한다.
- 판초 비야, 멕시코 혁명의 혁명 장군, 1923년 7월 20일 7명의 암살자 집단에 의해 암살당한다.
- 장쭤린, 1916년부터 1928년까지 만주를 통치했던 군벌. 1928년 6월 4일 일본 제국 육군의 관동군이 계획하고 실행한 황고둔 철도역에서 개인 열차가 폭발로 파괴되어 사망했다.[11]
- 알바로 오브레곤, 멕시코 제46대 대통령, 1928년 대통령으로 재선되었으나 취임 전에 라 봄비야 레스토랑에서 호세 데 레온 토랄에 의해 1928년 7월 17일 암살당한다.[12]

## 과학 및 기술

### 기술
- 존 로지 베어드가 최초의 작동하는 기계식 텔레비전 시스템을 발명한다 (1925). 1928년에는 최초의 컬러 텔레비전을 발명하고 시연한다.
- 워너 브라더스는 1926년에 사운드트랙이 있는 최초의 영화 돈 후안을 제작했고, 이어서 1927년에는 최초의 부분 유성 영화 재즈 싱어, 1928년에는 최초의 완전 유성 영화 뉴욕의 불빛, 1929년에는 최초의 전색 완전 유성 영화 온 위드 더 쇼를 제작한다. 무성 영화는 유성 영화에 자리를 내주기 시작한다. 1936년, 모던 타임즈가 마지막으로 주목할 만한 무성 영화로 여겨지며 전환기가 끝난다.
- 카를 페르디난트 브라운은 1897년에 현대적인 전자 브라운관을 발명했다. CRT는 1922년에 상용 제품이 되었다.
- 음반사 (예: 빅터, 브런즈윅, 컬럼비아)는 1925년에 (웨스턴 일렉트릭에서 개발한) 음반에 전기 녹음 공정을 도입하여 더욱 실제와 같은 소리를 구현한다.
- 최초의 전기 면도기는 1928년 미국 제조업체인 제이콥 시크 대령에 의해 특허를 받는다.
- 최초의 선택식 주크박스는 1927년 Automated Musical Instrument Company에 의해 출시된다.
- 해럴드 스티븐 블랙은 1927년 네거티브 피드백 증폭기를 발명하여 응용 전자공학 분야에 혁명을 일으킨다.
- 클라렌스 버드아이는 1925년에 냉동식품 가공법을 발명한다.
- 로버트 고더드는 1926년에 최초의 액체 연료 로켓 비행을 성공시킨다.
- 찰스 린드버그는 1927년 5월 20~21일 뉴욕에서 파리까지 대서양을 단독으로 무착륙 횡단한 최초의 인물이 된다.[13]

로버트 고더드와 그의 로켓, 1926년
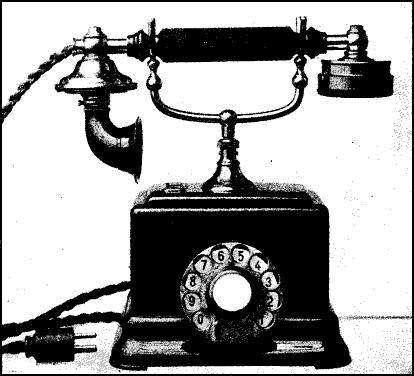
1920년대 전화기
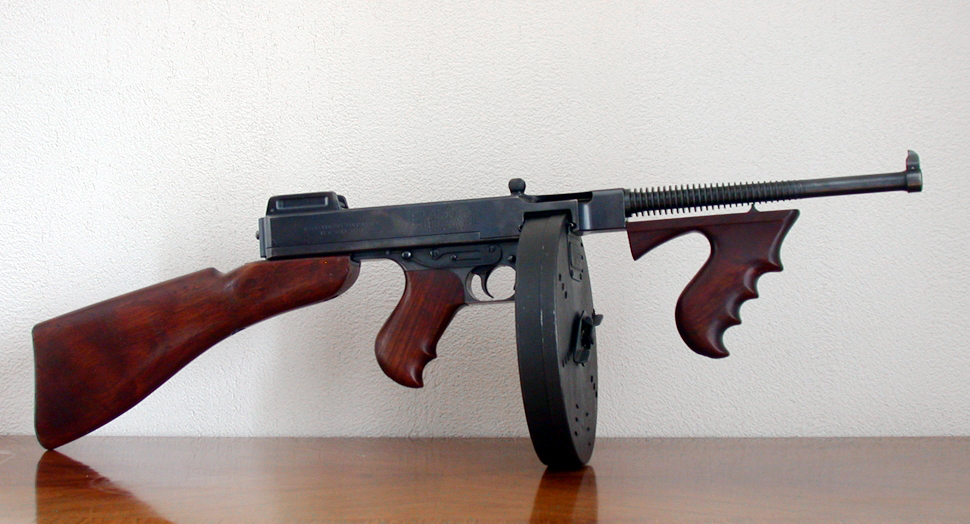
톰슨 기관단총 (1921년 모델)

### 과학
- 하워드 카터는 1922년 이집트 룩소르 근처에서 투탕카멘 왕의 무덤의 가장 안쪽 성소를 연다.
- 인슐린은 1922년 캐나다에서 찰스 베스트와 프레더릭 밴팅에 의해 의약품으로 처음 사용되었다.[14]

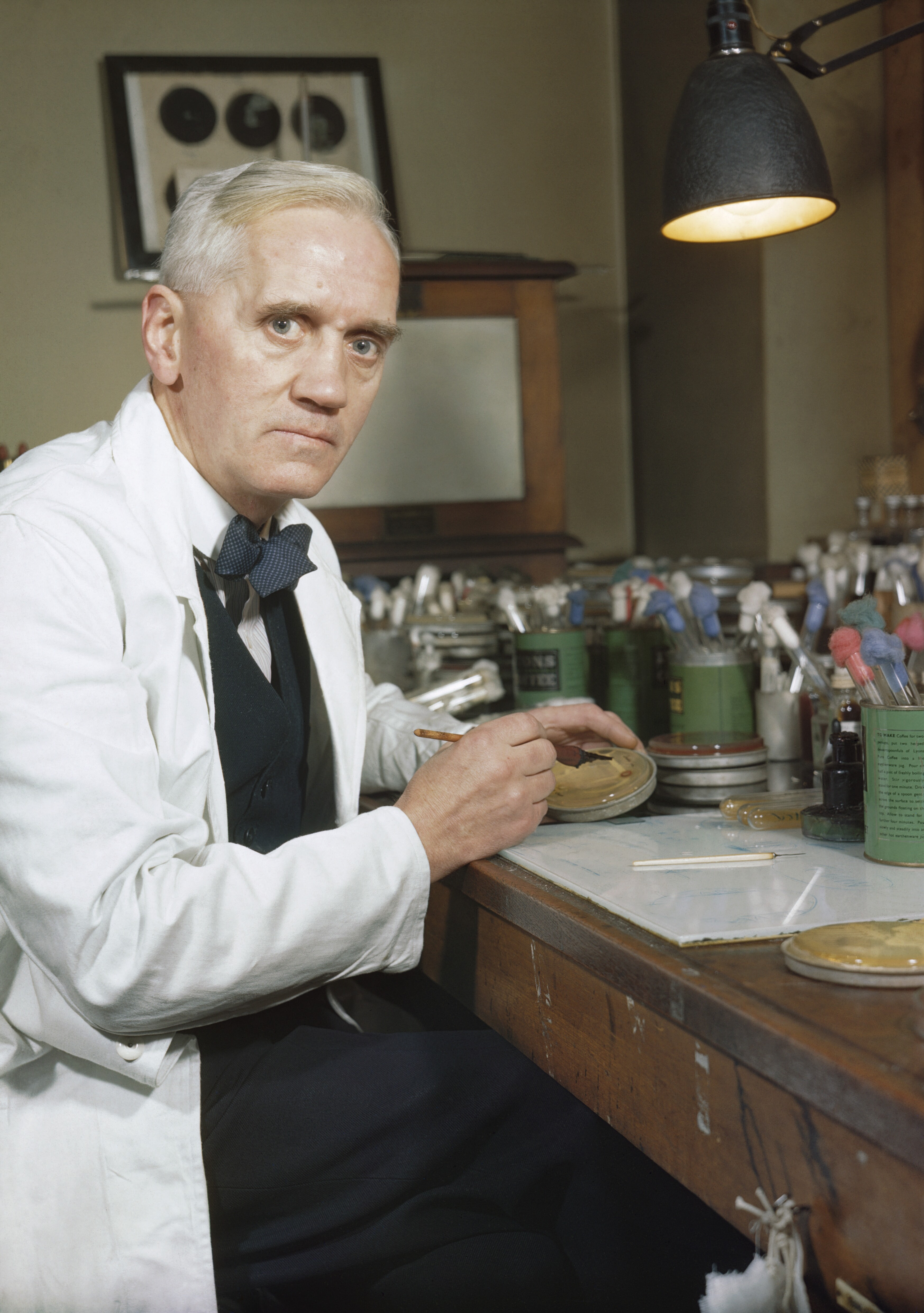
1928년, 알렉산더 플레밍이 페니실린을 발견한다.
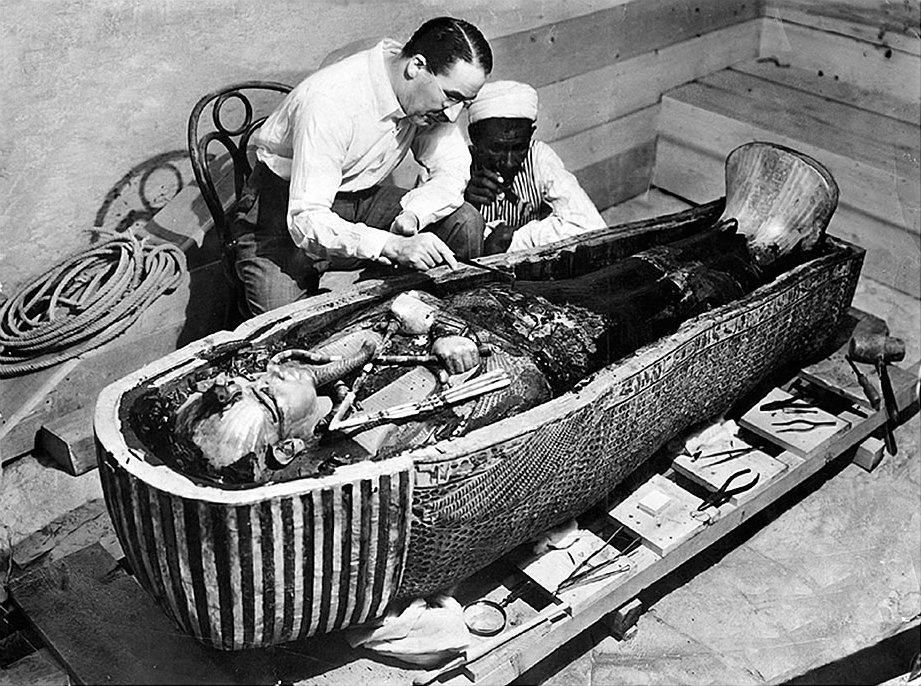
하워드 카터는 1922년 이집트 룩소르 근처에서 투탕카멘 왕의 무덤의 가장 안쪽 성소를 연다.

- 1928년, 알렉산더 플레밍이 페니실린을 발견한다.
- 하워드 카터는 1922년 이집트 룩소르 근처에서 투탕카멘 왕의 무덤의 가장 안쪽 성소를 연다.

## 대중문화

### 영화
1920년대에는 무성 영화가 인기를 끌었으며, 1920년대의 최고 흥행 영화는 1925년 미국 무성 서사 모험-드라마 영화인 벤허 또는 1925년 미국 무성 전쟁 드라마 영화인 빅 퍼레이드였다 (사용된 지표에 따라 다름): 벤허는 초기 개봉 시 더 많은 수익을 올렸지만, 빅 퍼레이드는 재개봉을 통해 궁극적으로 더 많은 수익을 올렸다.
- 오스카 수상작: 날개 (1927–1928), 브로드웨이 멜로디 (1928–1929), 서부 전선 이상 없다 (1929–1930)
- 사운드트랙이 있는 최초의 장편 영화 (돈 후안)가 1926년에 개봉된다. 최초의 부분 유성 영화 (재즈 싱어)는 1927년에 개봉되었고, 최초의 완전 유성 영화 (뉴욕의 불빛)는 1928년에 개봉되었으며, 최초의 전색 완전 유성 영화 (온 위드 더 쇼)는 1929년에 개봉되었다.
- 월트 디즈니의 첫 번째 애니메이션 단편 영화가 1928년에 개봉되었으며, 미키 마우스가 등장한다. 증기선 윌리는 광범위한 주목과 인기를 얻은 최초의 유성 만화였다.

| 연도 | 제목              | 전 세계 수익                          | 예산             | 참조 |
| ---- | ----------------- | ------------------------------------- | ---------------- | --- |
| 1920 | 동부 저 멀리      | $5,000,000R ($4,000,000)R             | $800,000         | [ # 1 ] [ # 2 ] |
| 1921 | 묵시록의 4기사    | $5,000,000R ($4,000,000)R             | $600,000–800,000 | [ # 3 ] |
| 1922 | 로빈 후드         | $2,500,000R                           | $930,042.78      | [ # 4 ] [ # 5 ] |
| 1923 | 뒤덮인 마차       | $5,000,000R                           | $800,000         | - ch. 45. The Ten Commandments (1923). "Cost: $1,475,836.93; Gross: $4,169,798.38" - ch. 56. The Sign of the Cross. "Cost: $694,064.67; Gross: $2,738,993.35 (to 1937)" - ch. 68. Samson and Delilah. "Cost: $3,097,563.05" - ch. 69. The Greatest Show on Earth. "Cost: $3,873,946.50; Gross receipts: $15,797,396.36 (to December 29, 1962)" - ch. 70. The Ten Commandments (1956). "Cost: $13,272,381.87; Gross receipts: $90,066,230.00 (to June 23, 1979)"</ref> |
| 1924 | 시호크            | $3,000,000R                           | $700,000         | [ # 6 ] |
| 1925 | 빅 퍼레이드       | $18,000,000–22,000,000R ($6,131,000)R | $382,000         | [ # 7 ] [ # 8 ] [ # 9 ] |
| 1925 | 벤허              | $10,738,000R ($9,386,000)R            | $3,967,000       | [ # 10 ] [ # 11 ] |
| 1926 | 천국을 위하여     | $2,600,000R FH                        | $150,000         | [ # 1 ] [ # 12 ] |
| 1927 | 날개              | $3,600,000R                           | $2,000,000       | [ # 1 ] [ # 13 ] [ # 14 ] |
| 1928 | 싱잉 풀           | $5,900,000R                           | $388,000         | [ # 14 ] [ # 15 ] |
| 1929 | 브로드웨이 멜로디 | $4,400,000–4,800,000R                 | $379,000         | [ # 16 ] [ # 17 ] |
| 1929 | 서니 사이드 업    | $3,500,000*R SS                       | $600,000         | [ # 18 ] [ # 19 ] |

### 패션

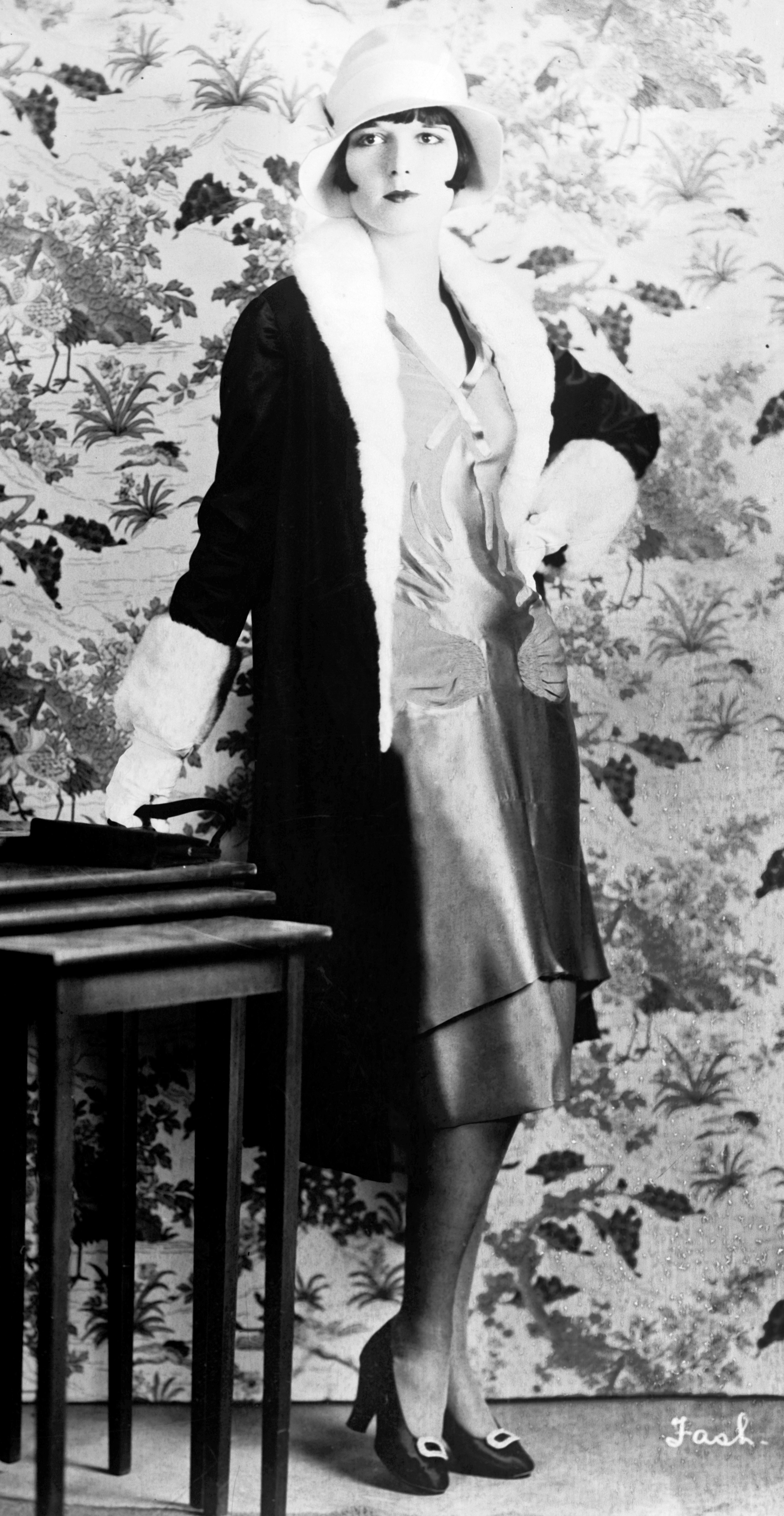
광란의 20년대 가장 기억에 남는 패션 트렌드는 단연 "플래퍼" 스타일이었다.

1920년대는 패션이 현대 시대로 접어들었다. 이 시기는 여성들이 이전 시대의 보다 제한적인 패션을 처음으로 버리고 보다 편안한 옷 (짧은 치마나 바지 등)을 입기 시작했다. 남성들도 매우 격식적인 일상복을 버리고 처음으로 운동복을 입기 시작했다. 오늘날 남성들이 입는 정장은 대부분 1920년대 후반에 입었던 것을 기반으로 한다. 1920년대는 두 가지 뚜렷한 패션 시기로 특징지어진다. 1920년대 초에는 많은 사람들이 새로운 스타일을 채택하기를 꺼려했기 때문에 변화가 느렸다. 1925년부터 대중은 광란의 20년대와 관련된 스타일을 열정적으로 받아들였다. 이러한 스타일은 1931년 전 세계적인 불황이 심화될 때까지 패션을 특징지었다.

### 음악

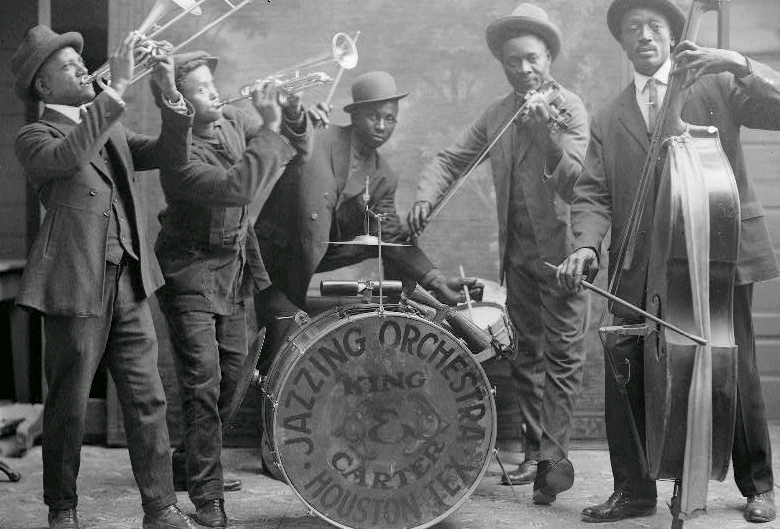
제1차 세계 대전이 끝나고 1929년 대공황이 시작될 때까지의 시기는 "재즈 시대"로 알려져 있다.

- "재즈 시대" – 재즈와 재즈의 영향을 받은 댄스 음악1920년대 내내 널리 인기를 얻었다.
- 조지 거슈윈은 랩소디 인 블루와 파리의 미국인을 작곡했다.
- 에디 랭과 조 베누티는 기타와 바이올린을 재즈에 처음으로 통합한 음악가였다.
- 탱고는 전 세계적으로 인기를 얻기 시작했다.

### 라디오
- 미국 최초의 상업 라디오 방송국인 디트로이트의 8MK (WWJ)와 펜실베이니아 피츠버그의 (KDKA 1020 AM)가 1920년 8월 27일 방송을 시작한다.
- 두 방송국 모두 11월 초 하딩과 콕스 간의 선거 결과를 방송한다. 상업 면허를 받은 최초의 방송국은 1921년 9월 중순 당시 매사추세츠주 스프링필드에 있던 WBZ이다. 1920~21년에는 라디오 방송국이 몇 개밖에 없었지만, 1922년에는 라디오 열풍이 전국을 휩쓴다.
- 1922년: BBC는 라디오 제조업체와 신문사 간의 컨소시엄인 British Broadcasting Company로 영국에서 라디오 방송을 시작한다. 1926년에는 공영 방송이 되었다.
- 1920년 8월 27일, 아르헨티나에서 오락을 위한 정기 무선 방송이 처음으로 시작되었으며,[18] 엔리케 텔레마코 수시니를 포함한 부에노스아이레스 그룹에 의해 이루어졌다. 이 방송국은 곧 라디오 아르헨티나로 불리게 된다 (참조: 아르헨티나의 라디오).

### 미술
- 초현실주의 운동의 시작.
- 아르데코가 유행하게 된다.
- 그룹 오브 세븐.
- 파블로 피카소가 1921년 세 명의 음악가를 그린다.
- 르네 마그리트가 이미지의 배반을 그린다.
- 알베르 글레즈가 1920년 검은 장갑을 낀 여인을 그린다.
- 마르셀 뒤샹이 독신남들에 의해 벌거벗겨진 신부, 심지어 (The Large Glass)를 완성한다.
- 뉴욕 근대미술관은 월스트리트 대폭락 9일 후인 1929년 11월 7일 맨해튼에서 개관한다.
- 최초의 SF 코믹 스트립인 벅 로저스는 1929년 1월 7일에 시작된다. 최초의 타잔 코믹 스트립도 같은 날 시작된다.
- 마사 그레이엄 현대무용 센터가 1926년에 개관한다. 마사 그레이엄의 기술은 현대 무용을 재편한다.

### 문학

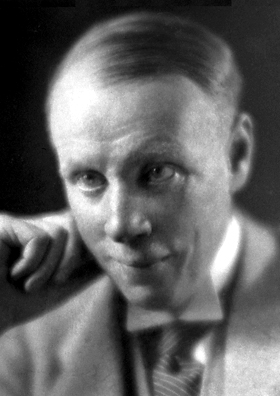
2 out of 10 best-selling American books in the 1920s were written by 싱클레어 루이스 (1885–1951).

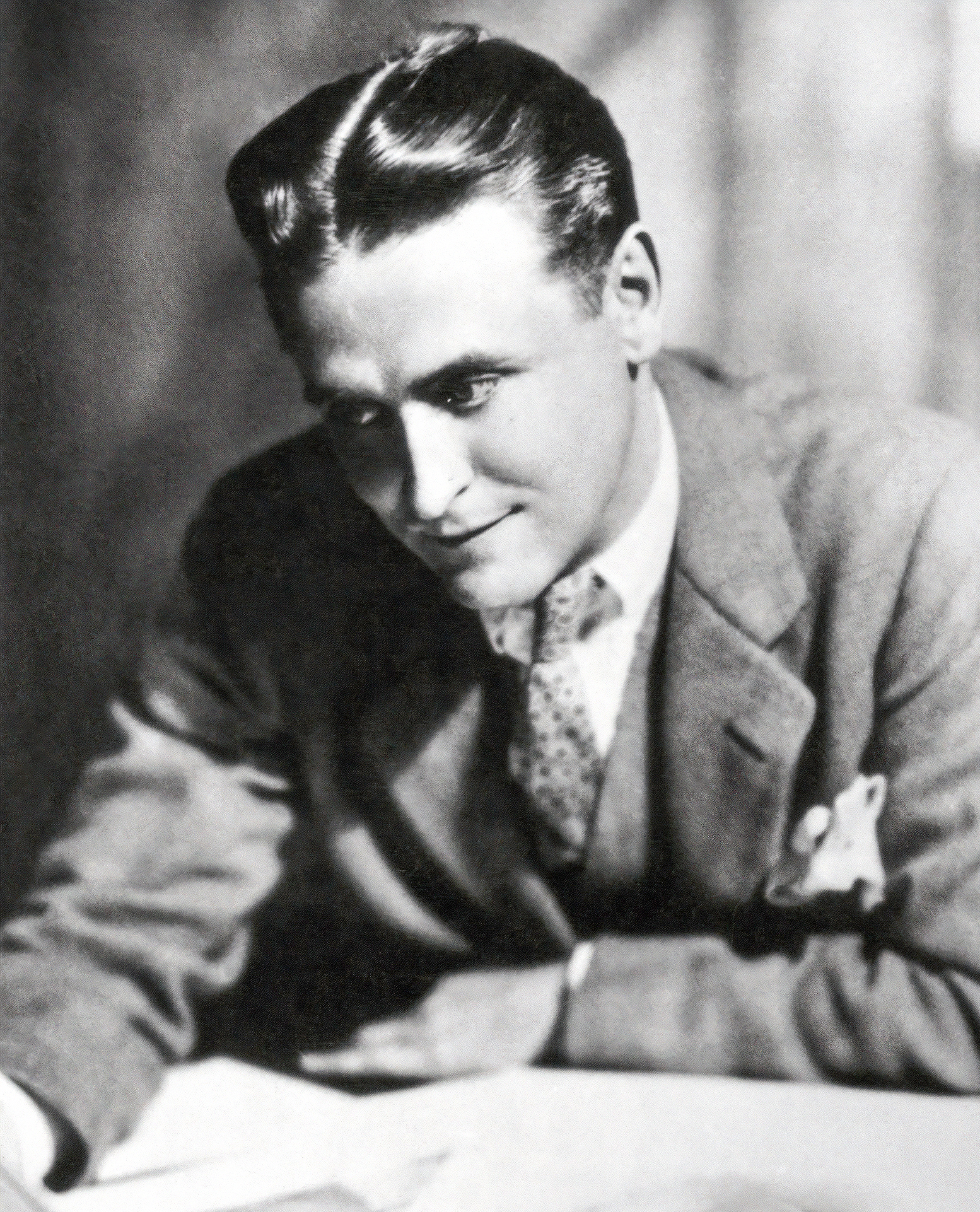
F. 스콧 피츠제럴드, 1929

미국에서 매년 가장 많이 팔린 책은 다음과 같다.
- 1920: 제인 그레이의 《숲의 남자》 (The Man of the Forest)
- 1921: 싱클레어 루이스의 《메인 스트리트》
- 1922: A. S. M. 허친슨의 《겨울이 오면》 (If Winter Comes)
- 1923: 거트루드 애서턴의 《검은 황소들》 (Black Oxen)
- 1924: 에드나 페르버의 《너무 큰》 (So Big)
- 1925: A. 해밀턴 깁스의 《수심 측정》 (Soundings)
- 1926: 존 어스킨의 《트로이 헬렌의 사생활》 (The Private Life of Helen of Troy)
- 1927: 싱클레어 루이스의 《엘머 갠트리》
- 1928: 손턴 와일더의 《산 루이스 레이의 다리》
- 1929: 에리히 마리아 레마르크의 《서부 전선 이상 없다》

### 건축
- 아르데코 건축이 전성기를 맞이했다

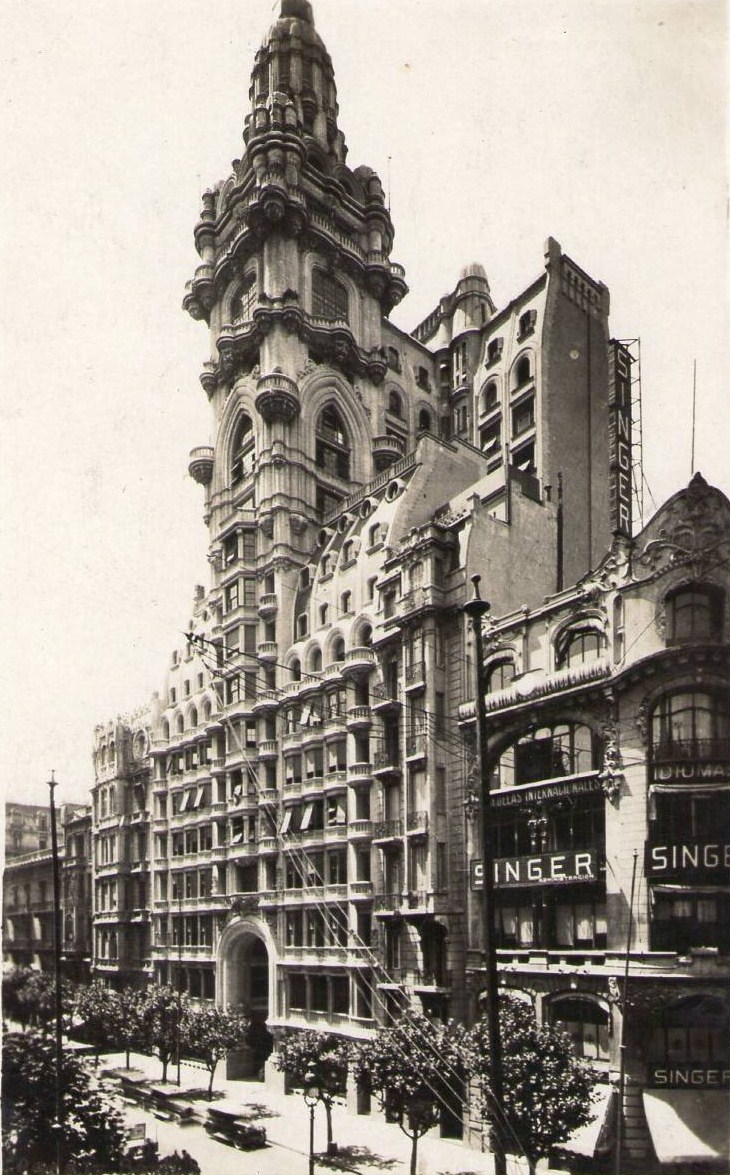
마리오 팔란티가 설계한 팔라시오 바로로.

- 발터 그로피우스는 데사우에 바우하우스를 건설한다
- 르 코르뷔지에는 건축을 향하여라는 책을 출판하여 한 세대의 건축가들을 위한 매니페스토 역할을 했다.
- 팔라시오 바로로는 1923년에 완공되었으며 라틴 아메리카에서 절충주의 건축의 가장 유명한 예 중 하나가 된다.

### 스포츠 주요 행사

#### 1920년
- 1월 24일: 파리 대상이 개선문상으로 이름을 바꾼다 (경마)
- 2월 13일: 니그로 내셔널 리그 창설 (야구)
- 4월: 베이브 루스가 뉴욕 양키스에서 뛰기 시작한다
- 4월–9월: 하계 올림픽이 안트베르펜에서 개최된다.
- 8월 17일: 클리블랜드 인디언스의 레이 채프먼이 칼 메이스의 투구에 맞아 사망한다 (야구)
- 8월 20일: 내셔널 풋볼 리그 창설
- 케네소 마운틴 랜디스가 최초의 야구 커미셔너로 임명된다.

#### 1921년
- 3월 26일: 스쿠너 블루노즈 진수

#### 1923년
- 5월 26일: 르망 24시가 첫 스포츠카 경주를 개최한다
- 10월: 뉴욕 양키스가 1923년 월드 시리즈에서 우승하며 팀의 첫 우승을 차지한다.

#### 1924년
- 1월–2월: 최초의 동계 올림픽이 프랑스 샤모니에서 개최된다.
- 5월–7월: 하계 올림픽이 프랑스 파리에서 개최된다.
- 7월 10일–13일: 파보 누르미가 하계 올림픽에서 5개의 금메달을 획득한다 (트랙 앤드 필드)

#### 1925년
- 5월 28일: 프랑스 오픈이 처음으로 프랑스인이 아닌 테니스 선수를 초청한다.
- 독일과 벨기에가 최초의 핸드볼 국제 토너먼트에서 맞붙는다.

#### 1926년
- 8월 6일: 거트루드 에더를이 영국 해협을 수영하여 횡단한 최초의 여성이 된다.
- 9월 23일: 진 튜니가 잭 뎀시의 세계 헤비급 권투 타이틀을 획득한다.

#### 1927년
- 5월 23일: 워릭셔가 요크셔의 카운티 챔피언십 71경기 무패 기록을 깬다 – 이 대회에서 가장 긴 무패 기록이다.
- 6월 3일: 최초의 라이더 컵 골프 토너먼트가 매사추세츠주에서 개최된다.

#### 1928년
- 2월: 동계 올림픽이 스위스 상트모리츠에서 개최된다.
- 5월–8월: 여성 올림픽이 1928년 하계 올림픽에서 암스테르담에서 처음으로 개최된다.
- 윌리엄 랠프 "딕시" 딘이 풋볼 리그에서 우승하고, 에버턴에서 39경기 60골을 기록한다 (잉글랜드 축구).

#### 1929년
- 월리 해먼드가 이끄는 잉글랜드 팀이 디 애시스 시리즈에서 호주를 물리친다 (크리켓 테스트)

### 기타 동향
- 잃어버린 세대의 청소년 문화; 플래퍼, 찰스턴, 단발 헤어스타일.
- 마라톤 댄싱, 마작, 크로스워드 퍼즐 및 장대 앉기와 같은 유행이 인기 있다.
- 클립 조인트의 전성기.
- 뉴욕 할렘의 번성하는 아프리카계 미국인 공동체를 중심으로 한 할렘 르네상스.
- 1920년대 이래로 학자들은 중국 전역의 수천 개 유적지에 묻혀 있는 역사층을 체계적으로 발굴해왔다.
- 투탕카멘의 무덤이 하워드 카터에 의해 온전하게 발견된다 (1922). 이것은 이집트 문물 애호의 두 번째 부흥을 시작한다.
- 트위글렛은 1929년 12월 프랑스인 롱달린 즈와두디에 의해 발명되었고, 피크 프린스에 의해 판매되었다.
- 미국에서 흡연은 사회적으로 용인되었고, 1927년에는 여성 흡연 광고가 처음으로 잡지에 실렸다.[20]
- 개선된 라텍스 콘돔의 등장으로 미국에서 콘돔 판매량이 급증했다.[20]

## 인물

### 과학, 공학 및 기술

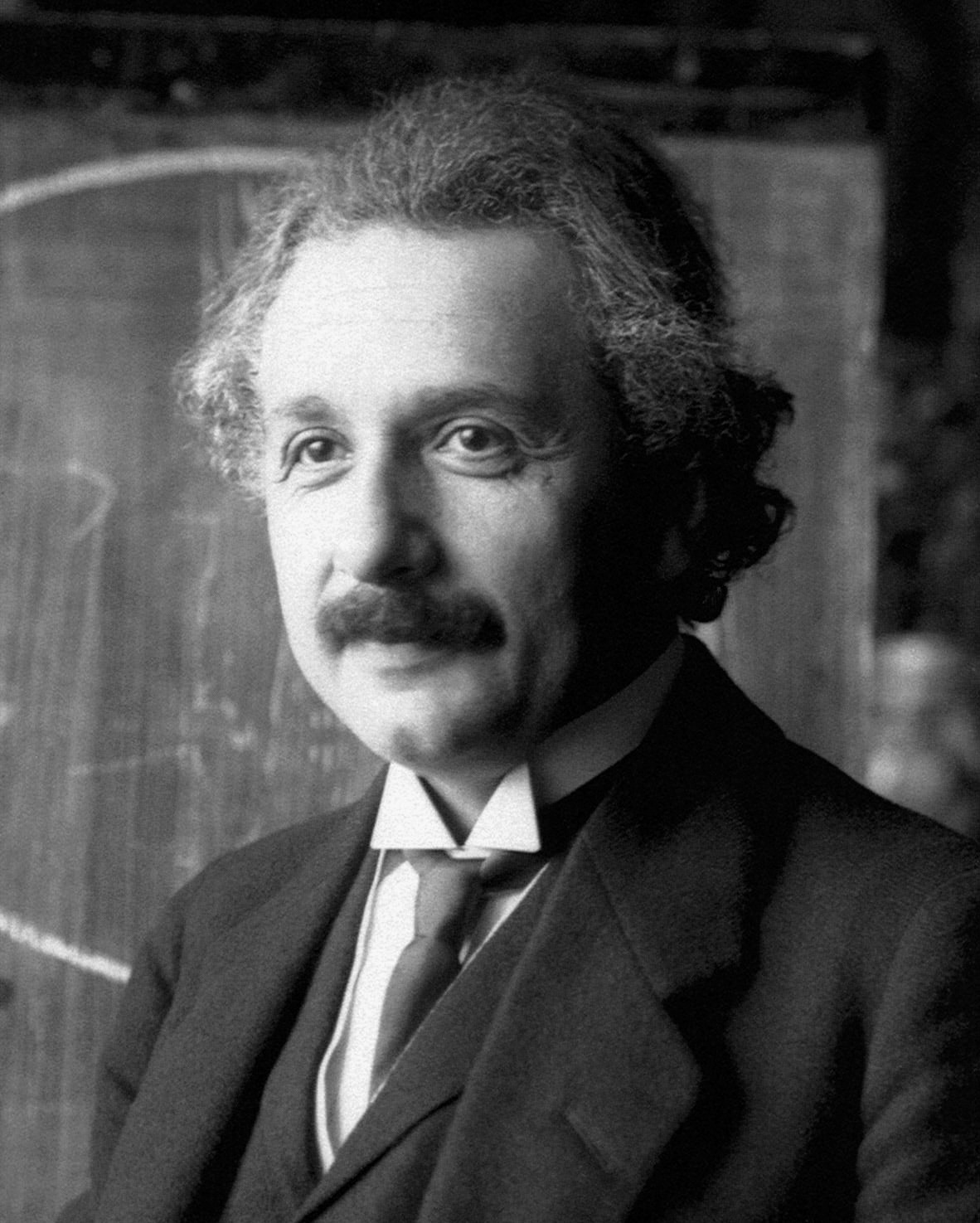
알베르트 아인슈타인, 1921

- 알베르트 아인슈타인
- 지그문트 프로이트
- 알렉산더 플레밍
- 프레더릭 밴팅
- 닐스 보어
- 베르너 하이젠베르크
- 루이 드브로이
- 하워드 카터
- 조르주 르메트르
- 에드윈 허블
- 세실리아 페인-가포슈킨
- 블라디미르 K. 즈보리킨
- 존 로지 베어드
- 개릿 모건

### 문학
- 알렉산드르 벨랴예프
- 베르톨트 브레히트
- 쿤티 컬렌
- 낸시 커나드
- T. S. 엘리엇
- 윌리엄 포크너
- F. 스콧 피츠제럴드
- 젤다 피츠제럴드
- 어니스트 헤밍웨이
- 랭스턴 휴스
- 조라 닐 허스턴
- 제임스 웰든 존슨
- 에리히 케스트너
- 싱클레어 루이스
- 알랭 로크
- 토마스 만
- 클로드 맥케이
- 칼 샌드버그
- 윌리엄 버틀러 예이츠

### 연예인

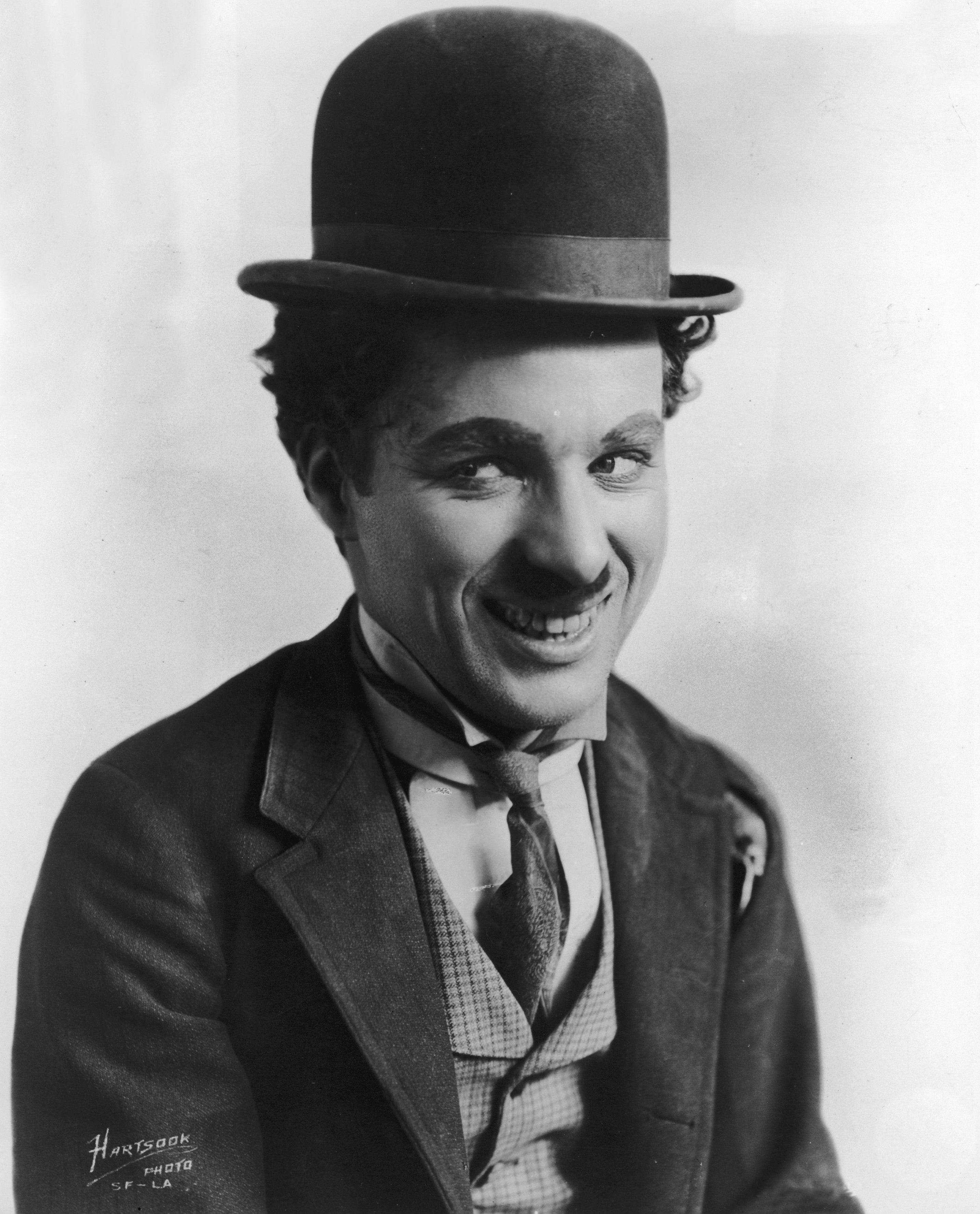
1920년대 찰리 채플린

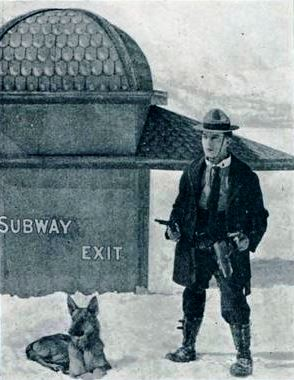
1922년 단편 영화 더 프로즌 노스의 버스터 키턴

- 찰리 채플린
- 버스터 키턴
- 로스코 아버클
- 메리 애스터
- 조세핀 베이커
- 털룰라 뱅크헤드
- 에설 배리모어
- 존 배리모어
- 라이어널 배리모어
- 클래라 보
- 루이즈 브룩스
- 론 채니
- 캐서린 코넬
- 조앤 크로퍼드
- 베베 대니얼스
- 베티 브론슨
- 메리 브라이언
- 매리언 데이비스
- 더글러스 페어뱅크스
- 에바 르 갈리엔
- 그레타 가르보
- 재닛 게이너
- 존 길버트 (배우)
- 도로시 기시
- 릴리언 기시
- 윌리엄 헤인즈
- 윌리엄 S. 하트
- 해리 후디니
- 에밀 야닝스
- 알 졸슨
- 해럴드 로이드
- 톰 믹스
- 콜린 무어
- 메이 머리
- 폴라 네그리
- 라몬 노바로
- 윌 로저스
- 메리 픽퍼드
- 노마 시어러
- 글로리아 스완슨
- 치프 타하치
- 노마 탈매지
- 루돌프 발렌티노
- 애나 메이 웡
- 베티 화이트

#### 음악가

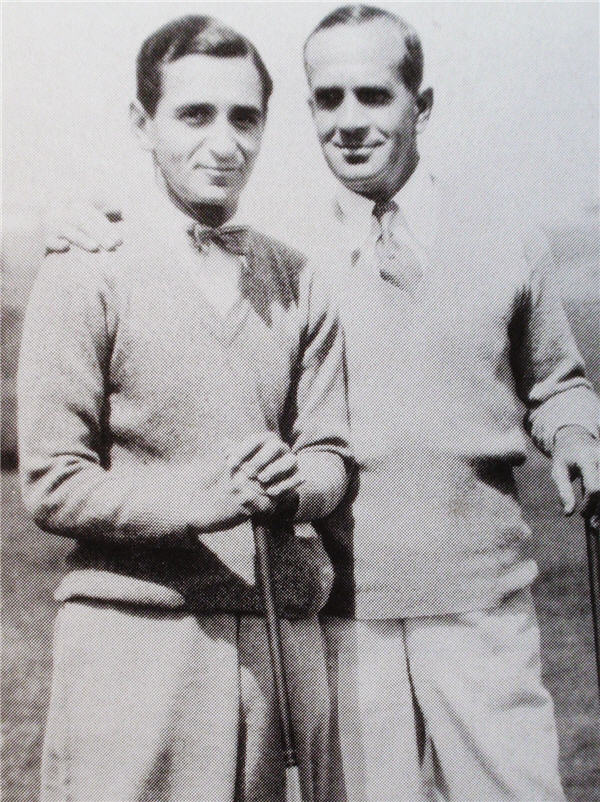
어빙 벌린 (왼쪽)과 알 졸슨, c. 1927

- 조지 거슈윈
- 알 졸슨
- 루이 암스트롱
- 리하르트 타우버
- 어빙 벌린
- 에디 캔터
- 듀크 엘링턴
- 켈리 해럴
- 지미 로저스
- 젤리 롤 모턴
- 콜 포터
- 루디 발레
- 폴 화이트먼
- 패츠 월러
- 플레처 헨더슨
- 에디 랭
- 조 베누티
- 빅스 바이더벡
- 아트 테이텀
- 버르토크 벨러
- 로니 존슨
- 베시 스미스
- 카운트 베이시
- 킹 올리버
- 시드니 베셰이
- 블라인드 윌리 존슨

### 영화 제작자

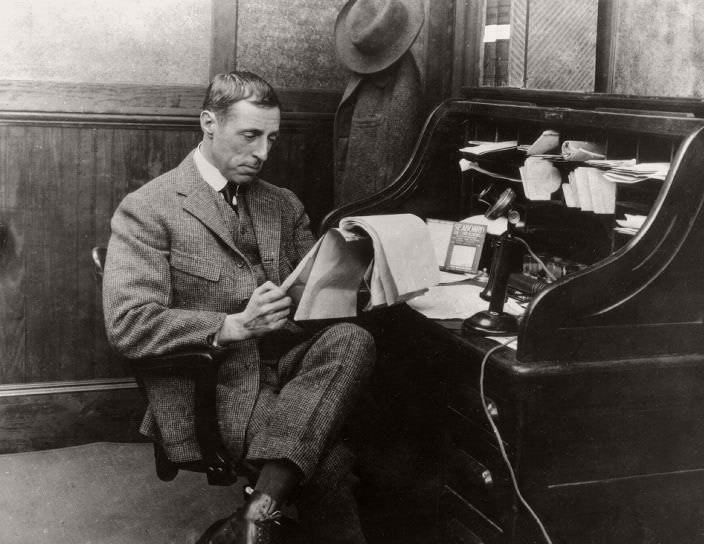
데이비드 와크 그리피스, 롤탑 책상 앞에서, c. 1925

- 해리 뷰몬트
- 버즈비 버클리
- 프랭크 보제이기
- 찰리 채플린
- 앨런 크로스랜드
- 세실 B. 드밀
- 윌리엄 C. 드밀
- 세르게이 예이젠시테인
- 빅터 플레밍
- 존 포드
- 데이비드 와크 그리피스
- 앨프리드 히치콕
- 렉스 잉그램
- 버스터 키턴
- 프리츠 랑
- 에른스트 루비치
- 루이스 마일스톤
- 에리히 폰 슈트로하임
- 킹 비도어
- 로베르트 비네

### 예술가

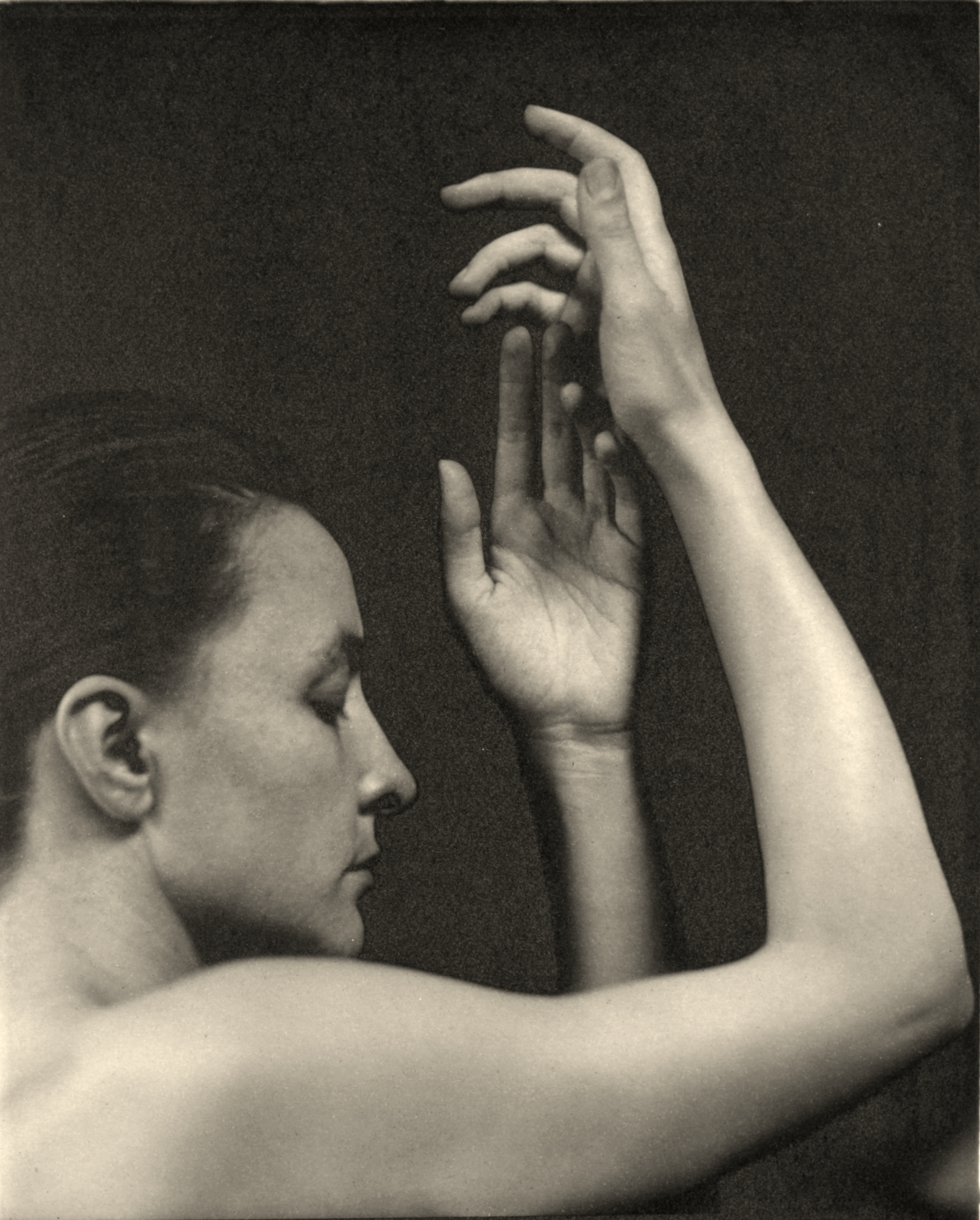
1920년 앨프리드 스티글리츠가 촬영한 조지아 오키프

1921년 게오르게 그로스

- 장 아르프
- 막스 베크만
- 조르주 브라크
- 앙드레 브르통
- 패트릭 헨리 브루스
- 알렉산더 콜더
- 카를로 카라
- 마르크 샤갈
- 조르조 데 키리코
- 살바도르 달리
- 스튜어트 데이비스 (화가)
- 찰스 데무스
- 오토 딕스
- 테오 반 되스버그
- 아서 도브
- 마르셀 뒤샹
- 막스 에른스트
- 알베르토 자코메티
- 훌리오 곤잘레스
- 후안 그리스
- 게오르게 그로스
- 마스든 하틀리
- 바실리 칸딘스키
- 파울 클레
- 가스통 라셰즈
- 페르낭 레제
- 타마라 드 렘피츠카
- 르네 마그리트
- 조르주 말킨
- 존 마린
- 앙드레 마송
- 앙리 마티스
- 호안 미로
- 피트 몬드리안
- 헨리 무어
- 막스 모리제
- 조지아 오키프
- 프란시스 피카비아
- 파블로 피카소
- 만 레이
- 모건 러셀
- 쿠르트 슈비터스
- 찰스 실러
- 카임 수틴
- 이브 탕기
- 스탠턴 맥도널드-라이트

### 건축가

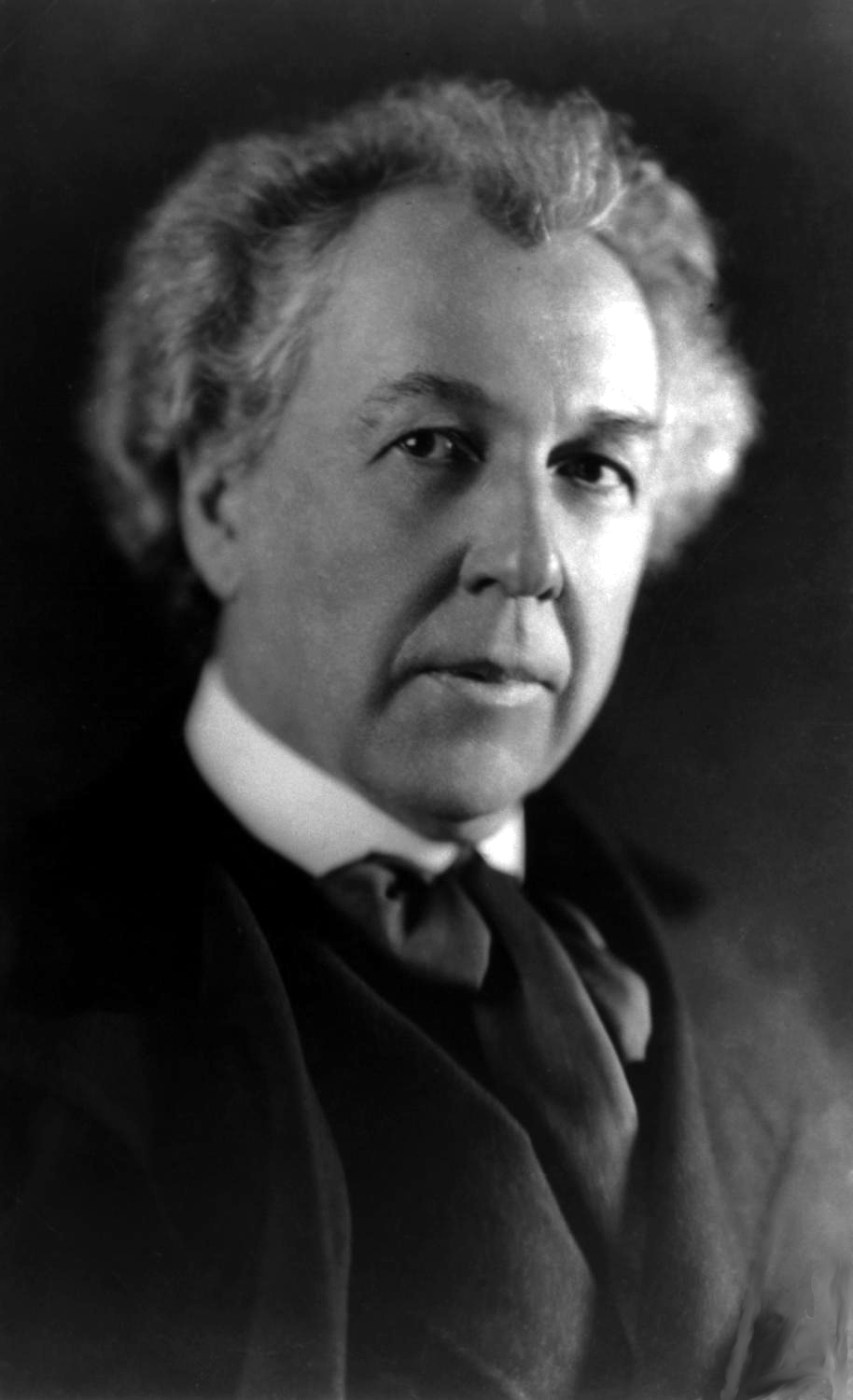
프랭크 로이드 라이트, 1926

- 마르셀 브로이어
- 르 코르뷔지에
- 발터 그로피우스
- 루트비히 미스 판 데어 로에
- 프랭크 로이드 라이트
- 마리오 팔란티

### 스포츠 인물

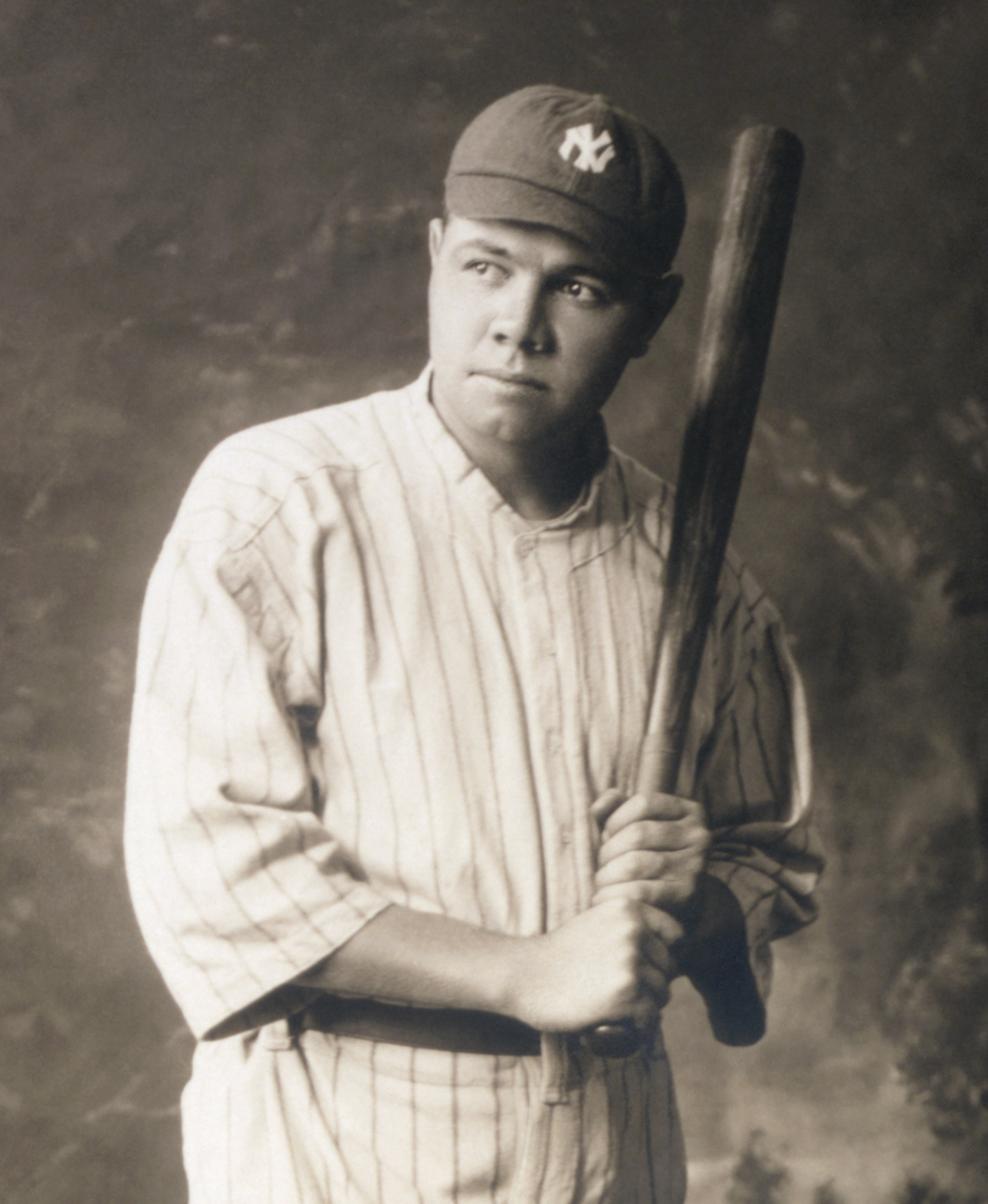
1920년 베이브 루스

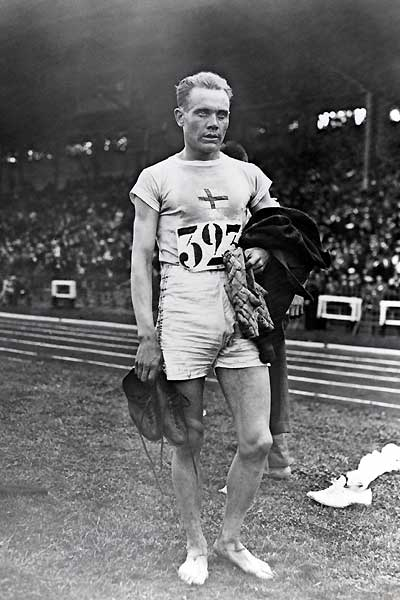
1924년 하계 올림픽의 파보 누르미

- 그로버 클리블랜드 알렉산더 (미국 야구 선수)
- 타이 콥 (미국 야구 선수)
- 에디 콜린스 (미국 야구 선수)
- 월터 존슨 (미국 야구 선수)
- 로저스 혼즈비 (미국 야구 선수)
- 베이브 루스 (미국 야구 선수)
- 트리스 스피커 (미국 야구 선수)
- 루 게릭 (미국 야구 선수)
- 케네소 마운틴 랜디스 (미국 야구 커미셔너)
- 진 튜니 (미국 권투 선수)
- 잭 뎀시 (미국 권투 선수)
- 프란시스코 길레도 (필리핀 권투 선수)
- 워릭 암스트롱 (호주 크리켓 주장)
- 윌프레드 로즈 (요크셔 및 잉글랜드 크리켓 선수)
- 잭 홉스 (서리 및 잉글랜드 크리켓 선수)
- 허버트 서트클리프 (요크셔 및 잉글랜드 크리켓 선수)
- 모리스 테이트 (서식스 및 잉글랜드 크리켓 선수)
- 잭 그레고리 (크리켓 선수), 호주 크리켓 선수
- 버트 올드필드 (호주 크리켓 선수)
- 허비 테일러 (남아프리카 크리켓 선수)
- 알렉스 그로브 (미국 볼러)
- 레드 그레인지 (미식축구 선수)
- 크누트 록니 (미국 미식축구 선수 및 코치)
- 알렉스 제임스 (아스날 및 스코틀랜드 축구 선수)
- 고든 코번트리 (오스트레일리아식 축구 선수)
- 월터 헤이건 (미국 골프 선수)
- 보비 존스 (골프 선수) (미국 골프 선수)
- 파보 누르미 (핀란드 달리기 선수)
- 패니 로젠펠드 (캐나다 육상 선수)
- 얼 샌드 (기수)
- 거트루드 에더를 (수영)
- 조니 와이즈뮬러 (수영)
- 쉬잔 랑글렌 (프랑스 테니스 선수)
- 헬렌 윌스 무디 (미국 테니스 선수)
- 빌 틸든 (미국 테니스 선수)

## 같이 보기
- 연대 목록
- 전간기 영국
- 1920년대 텔레비전
- 라디오 연도별 일람
- 1920년대 문학
- 광란의 20년대
- 전간기 세대 (가장 위대한 세대의 전반부가 성숙한 시기)

### 연표
다음 문서에는 10년 중 가장 중요한 사건들을 나열한 간략한 연표가 포함되어 있다:
1920년 • 1921년 • 1922년 • 1923년 • 1924년 • 1925년 • 1926년 • 1927년 • 1928년 • 1929년

## 참조
1. ↑  Paul Sann, The Lawless Decade Retrieved 2009-09-03“Roaring Twenties | Definition, Music, History, & Facts | Britannica”. 《Encyclopædia Britannica》 (영어). 2024년 7월 30일. 2024년 9월 3일에 확인함.Andrew Lamb (2000). 《150 Years of Popular Musical Theatre》. Yale U.P. 195쪽. ISBN 0300075383.
2. ↑  Price, Sean (1999). 《What made the twenties roar?》. 《Scholastic Update》 131. 3–18쪽.
3. 1 2  Rousseau, David L. (2021). 《War and rights: the impact of war on political and civil rights》. Ann Arbor: University of Michigan Press. 91쪽. ISBN 0472132466.
4. ↑  June Hannam et al. International encyclopedia of women's suffrage (2000).
5. ↑  Baugh, L. Sue. "Osage murders". Encyclopedia Britannica, 19 Oct. 2023, https://www.britannica.com/topic/Osage-murders . Accessed 6 November 2023.
6. ↑  “The Ku Klux Klan, a brief biography”. The African American Registry. 2012년 8월 25일에 원본 문서에서 보존된 문서. 2012년 7월 19일에 확인함. and Lay, Shawn. 〈Ku Klux Klan in the Twentieth Century〉. 《The New Georgia Encyclopedia》. Coker College. 2005년 10월 25일에 원본 문서에서 보존된 문서. 2014년 1월 24일에 확인함.
7. ↑  Famine in Russia: the hidden horrors of 1921. International Committee of the Red Cross.
8. ↑  “African History Timeline”. 2009년 5월 8일에 원본 문서에서 보존된 문서. 2008년 10월 30일에 확인함.
9. ↑  “Inflation and CPI Consumer Price Index 1920-1929”. 《Inflation Data》. 2014년 4월 23일에 확인함.
10. ↑  “Rebels Kill Michael Collins / Irish Leader Slain in Ambush”. 《The Boston Post》. 1922년 8월 23일. 1면. 2021년 8월 31일에 원본 문서에서 보존된 문서. 2020년 10월 13일에 확인함.
11. ↑  Byas, Hugh (1928년 6월 6일). “CHANG TSO-LIN DEAD, SAYS TOKIO REPORT; Mukden Dispatch Asserts War Lord Succumbed to Injuries in Train Bombing.”. 《The New York Times》 (미국 영어). ISSN 0362-4331. 2019년 4월 11일에 확인함.
12. ↑  Krauze, p. 403 - 구글 도서
13. ↑  “Lindbergh's Transatlantic Flight: New York to Paris Timeline”. 《charleslindbergh.com》. 2022년 11월 13일에 원본 문서에서 보존된 문서. 2022년 11월 13일에 확인함.
14. ↑  “Frederick Banting, Charles Best, James Collip, and John Macleod”. 《Science History Institute》. June 2016. 2018년 12월 1일에 원본 문서에서 보존된 문서. 2018년 8월 22일에 확인함.
15. ↑  “Yearly Box Office”. 《박스 오피스 모조》. 2012년 1월 6일에 확인함.
16. ↑  “Movie Index By Year”. 《The Numbers》. Nash Information Services. LLC. 2012년 1월 6일에 확인함.
17. ↑  Dirks, Tim. “All-Time Box-Office Hits By Decade and Year”. 《Filmsite.org》. American Movie Classics. 2012년 1월 5일에 확인함.
18. ↑  Altgelt, Carlos A. “EARLY HISTORY OF RADIO BROADCASTING IN ARGENTINA”. 《The Broadcast Archive》. 2017년 11월 5일에 확인함.
19. ↑  Hackett, Alice Payne; Burke, James Henry (1977). 《80 Years of Bestsellers: 1895 – 1975》. New York: R.R. Bowker Company. 89–107쪽. ISBN 0-8352-0908-3.
20. 1 2  Moore, Lucy (2015년 9월 10일). 《Anything Goes: A Biography of the Roaring Twenties》 (영어). Atlantic Books. ISBN 978-1-78239-868-4.

## 추가 자료
- 앨런, 프레더릭 루이스. 어제뿐: 1920년대의 비공식 역사 (1931), 미국의 고전적인 인기 역사; 온라인 무료
- 커렐, 수잔. 1920년대 미국 문화 (에든버러 대학교 출판부, 2009), 영국 관점.
- 두메닐, 린. 현대적 기질: 1920년대 미국 문화와 사회 (맥밀런, 1995).
- 그로스만, 마크. 전간기 백과사전: 1919년부터 1939년까지 (2000). 400쪽.
- 제이콥슨, 존. "1920년대의 새로운 국제 역사가 있는가?." 미국 역사 검토 88.3 (1983): 617–645. 온라인
- 존슨, 게이너, 마이클 독크릴 편집. 로카르노 재방문: 유럽 외교 1920-1929 (2004)
- 매컬리프, 메리. 파리가 불타오를 때: 헤밍웨이, 샤넬, 콕토, 콜 포터, 조세핀 베이커와 그들의 친구들의 1920년대 파리 (2016) 발췌
- 마이어, 찰스 S. 부르주아 유럽 재편: 제1차 세계 대전 이후 10년간 프랑스, 독일, 이탈리아의 안정화 (프린스턴 대학교 출판부, 2015), 학술 분석
- 찰스 로치 모왓. 전쟁 간의 영국, 1918–1940 (1955), 690쪽; 철저한 학술적 보도; 정치 강조 또한 온라인 무료 읽기 가능, 시대에 대한 학술적 조사.
- 로버트 소벨 황금의 증권 시장: 1920년대 월가. (1968)
- 울드릭스, 테디 J. "러시아와 유럽: 1920년대 외교, 혁명, 경제 발전." 국제 역사 검토 1.1 (1979): 55–83.
- 월터스, 라이언 S. 재즈 시대 대통령: 워런 G. 하딩 변호 (2022) 발췌 또한 온라인 리뷰